# ガバナーズ島
ガバナーズ島（ガバナーズとう、Governors Island）は、アメリカ合衆国のニューヨーク市マンハッタン区に所属するアッパー・ニューヨーク湾にある172エーカー（70ヘクタール）の島。マンハッタン島の南約730mの位置にあり、ブルックリン区からはバターミルク水路で東へ約370m離れている。
米国立公園局が島北部の小さな区画をナショナル・モニュメントとして管理しており、そこにはジェイ砦とウィリアムズ城という名前の旧軍事要塞が2つある。歴史的建造物52件を含む残りの150エーカー（61ヘクタール）については、ガバナーズ島トラスト (The Trust for Governors Island) が公園として運営している。1900年代初頭に約103エーカー（42ヘクタール）の土地が埋め立てられて、元の島の南側に追加された。
先住民のレナペ族は当初、ガバナーズ島のことを"Paggank"（木の実の島）と呼んでいた。この名前がオランダ語で"Noten Eylandt"と翻訳され、それが英語で"Nutten Island"と呼ばれるようになり、18世紀後半に"Governor's Island"（総督の島）へと改名された。後年にアポストロフィが外されて、現在はガバナーズ島 (Governors Island) という名称になった。
この島の軍事施設としての活用は、アメリカ独立戦争中に大陸軍部隊が島での防衛活動を始めた1776年まで遡る。 1783年から1966年まで、この島はアメリカ陸軍駐屯地であり、主に軍隊の訓練場としての役割を担っていたが、戦時中は戦略的防衛拠点としても機能していた。その後1996年までは主にアメリカ沿岸警備隊の施設として活用された。軍事基地としての役割を終えた後、ガバナーズ島の再開発計画が幾度か行われ、2003年に僅かな金額（1ドルとも言われる）で自治体に売却され、2005年に公共利用のため開放された。
ガバナーズ島は5月から9月にかけて一般開放される人気の季節観光地になっており、2018年時点で年間80万人以上の来訪者がいる。43エーカー（17ヘクタール）の公園のほか、ガバナーズ島には無料の芸術文化イベントや娯楽体験施設がある。この島はブルックリンおよびマンハッタンからのフェリーでのみ往来可能である。

## 語源
先住民のレナペ族は、この島を「木の実の島」を意味する"Paggank"と呼んでいた。これは恐らく島にヒッコリー、オーク、クリの木が豊富にあったことに関連していた:9。オランダの探検家アドリアン・ブロックがそれを"Noten Eylandt"とオランダ語に翻訳し、これを英語化した"Nutten Island"という名称が18世紀後半まで使用され続けた。ガバナーズ島という名称は、ニューヨーク植民地時代に植民地議会がこの島をニューヨーク植民地総督（ロイヤル・ガバナー）の独占使用のため確保していたことに由来する。当初はアポストロフィ付きの"Governor's Island"つまり「総督の島」であったが、1784年にアポストロフィ無しの"Governors Island"（ガバナーズ島）が正式名称となった。

## 歴史

### 植民地時代

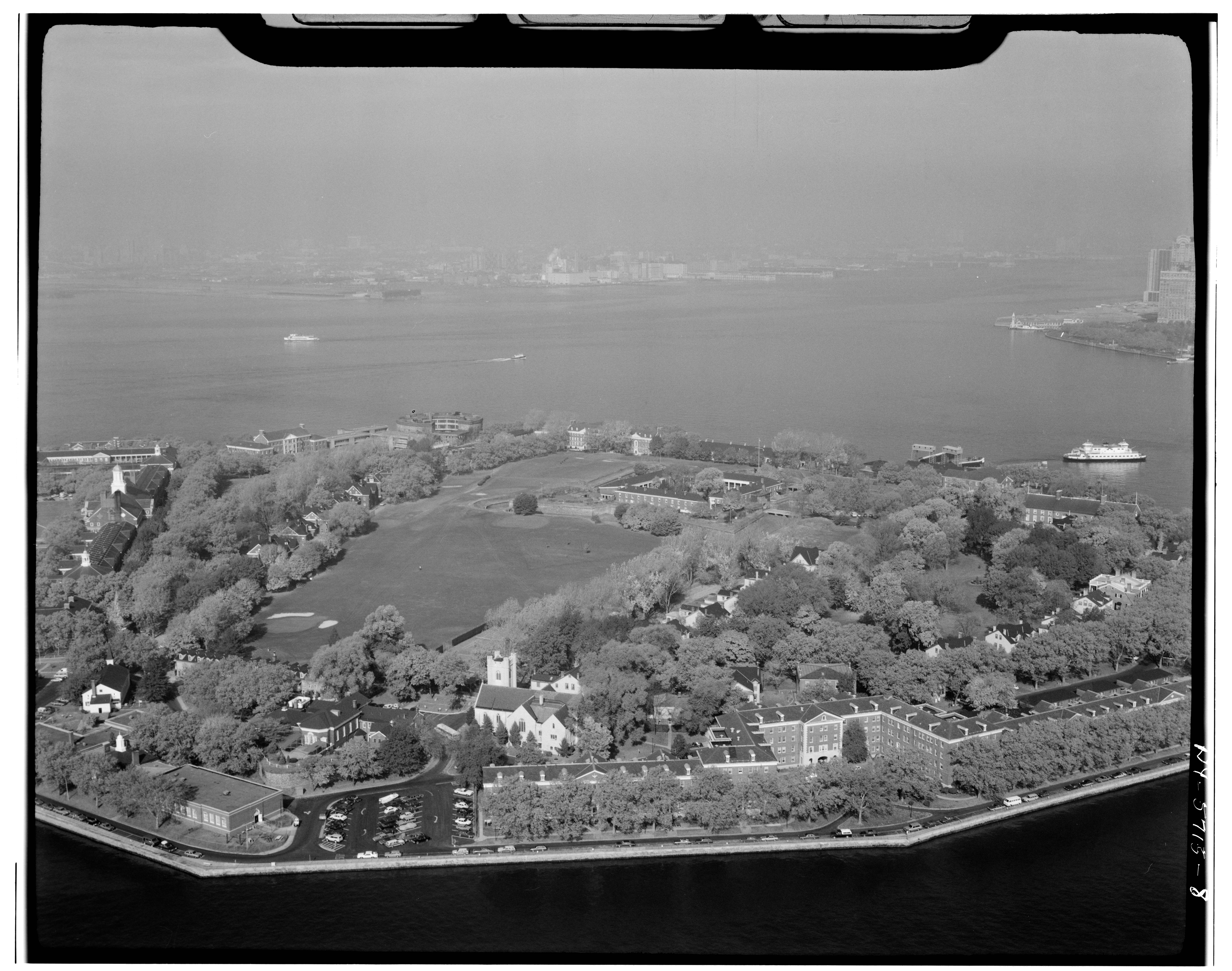
元々あったガバナーズ島部分の空撮

元々あったガバナーズ島は、現在の島よりも遥かに小さいものだった。当初は海岸線に沿って複数の入り江と広葉樹林があり、そこからこの島の先住民名称「木の実の島 (Paggank)」が付けられた。この島にレナペ族の定住地があったのか又は狩猟・採集で主に使われていたのかは証拠不足で分かっていない。1524年、当時Paggankと呼ばれていた島を観察して記録した最初のヨーロッパ人がジョヴァンニ・ダ・ヴェラッツァーノである。そこから100年後の1624年5月、この島がニューネーデルラント最初の入植者たちの上陸地となり、オランダ語表記のNoten Eylandtとなった。彼らはコーネリアス・ヤコブセン・メイ指揮のもとニューネーデルラント号という船でネーデルラント連邦共和国からやって来て、ニューネーデルラントの領土を獲得する目的で家族30世帯と共にこの島に上陸した。このため、ニューヨーク州上下院はガバナーズ島をニューヨーク州発祥の地だと認識しており、またこの島を「北米大陸に及ぶ法的・政治的な（植民地支配）容認の担保」 としての入植が実施された場所として認定している。
1633年、ニューネーデルラント5番目の総督ウーター・ヴァン・ツィラー (Wouter van Twiller) は連隊104人と共にNoten Eylandtに到着し、後に自分の個人的用途のためこの島を接収した。彼は証書を作成することで1637年6月16日に農場を確保し、その証書には先住民の代表であるレナペ族の指導者2名(CacapeteynoとPewiha)による署名がなされた。ヴァン・ツィラーは島に農場を開拓してその地に風車まで建設、1642年にネーデルラント連邦共和国に帰国した。
1648年までにその風車は恐らく破壊され、動作不能状態を確認した植民地総督ピーター・ストイフェサントがそれを焼き払った。その後Noten Eylandtは1652年から1664年にかけてオランダ人に保養地として使用されていたとされている。ヴァン・ツィラーがニューネーデルラントを去って以後この島が公有地のままになっていたという事実以外に、オランダ植民地時代の島の用途に関する文献は殆ど存在していない。
1664年にニューネーデルラントは条件付きでイングランドに割譲され、1665年6月にイングランド人がこの入植地をニューヨークと改名した。1674年までに英国がこの島を完全に支配した。この時点で、島の東岸は干潮時に容易に通過できる浅い水路にてブルックリンから隔てられていた。女性がこの水路を使ってマンハッタンの島にバターミルクを行商していたため、ここがバターミルク水路として知られるようになった。1680年までに、Noten Eylandtというオランダ名は英語のNutten Islandに変わり、その島には植民地総督が使用する単独の家屋と牧草地があった。
1698年に、イギリス人がNutten Islandをガバナーズ島こと「総督の島(Governor's Island)」と呼ぶようになり、この島を植民地総督専用として確保するようになった。
4年後、エドワード・ハイド（コーンベリー卿）がニューヨーク植民地総督に就任した際に邸宅をこの島に建てたが、この邸宅の痕跡はもはや存在しない。後年、ウィリアム・コスビー総督はキジの繁殖およびキジ狩りをするための保護区としてこの島を活用した。他の総督は利潤目的でこの島を貸し出し、1710年頃に短期間だがガバナーズ島は難民の検疫所として指定された。それ以外は1775年にアメリカ独立戦争が始まるまで、この島にはほぼ誰も手をつけなかった。

### アメリカ独立

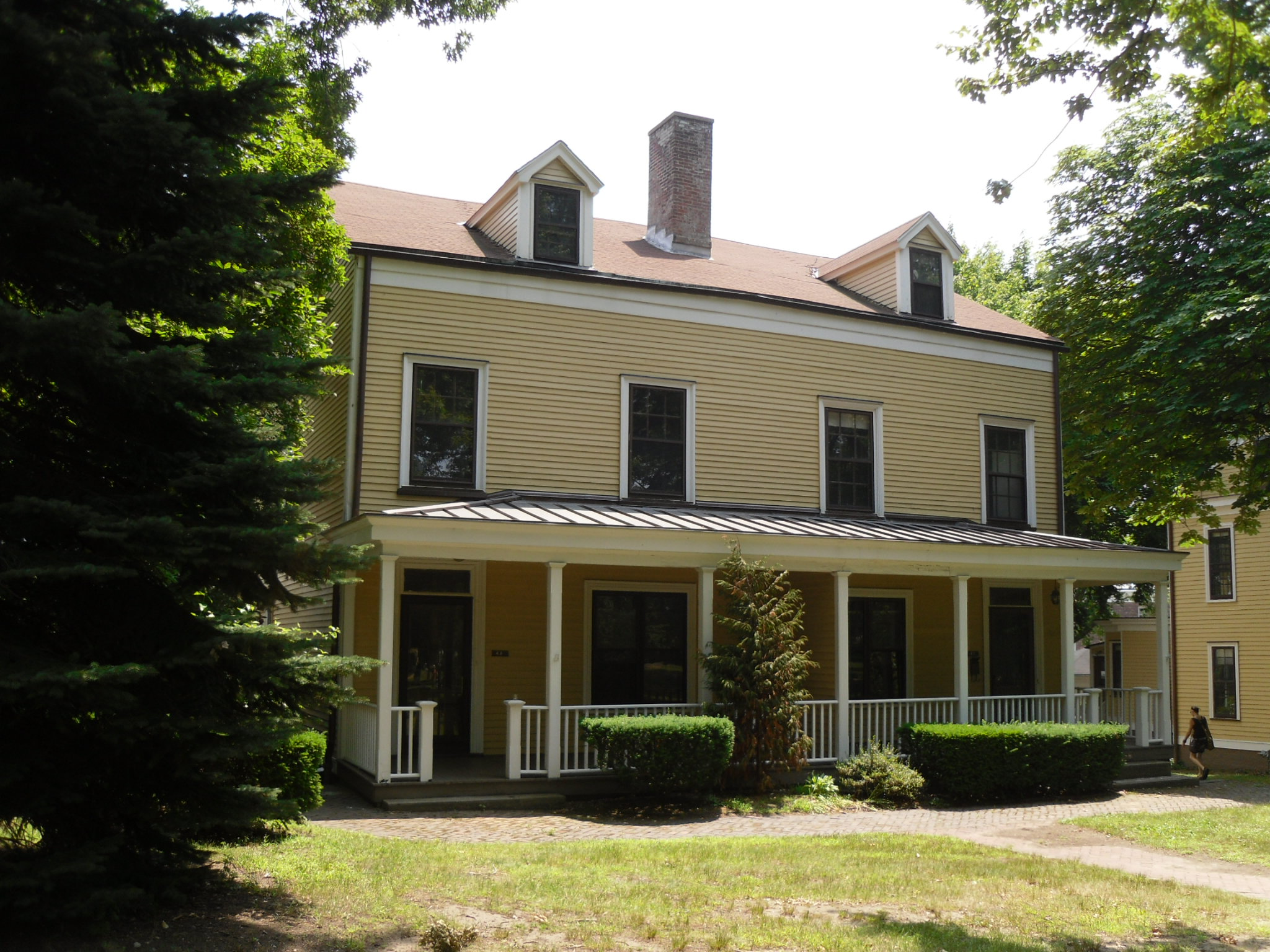
ノーラン・パークにある家屋

ガバナーズ島こと総督の島(Governor's Island)の要塞化に関する最初の計画は、フランスとの戦争を想定して1741年に作成されたが、決して砦が築かれることはなかった。この島が軍の野営地として最初に使われたのは1755年のフレンチ・インディアン戦争時で、ウィリアム・ペッパーレル士官が第51歩兵連隊を率いてガバナーズ島に上陸した時である。ほどなく別連隊も後に続き 、1760年代半ばにはこの島に砦および複数の土塁を周囲に築く書面作成がなされた。ガバナーズ島の要塞化をより向上させる追加計画は、1766年に英国の軍事技術者ジョン・モントレゾールによって考案されたものである。1774年に英国はこれら要塞化のための資金を要求したが、これらの計画は一切実現しなかった。
アメリカ独立戦争が勃発すると、大陸軍司令官のジョージ・ワシントンはチャールズ・リー少将にニューヨーク港の防衛計画作成を任じた。リーの計画は、ブルックリン、マンハッタンの砲台、そしてガバナーズ島に幾つかの防御砦を要求するものだった。大陸軍将軍のイズラエル・パットナムは1776年4月9日の夜、前年にニューヨーク市から撤退した英国軍の帰還を予見してこの島を来訪、土塁と大砲40基を付け足した。
その後数ヶ月にわたってこの島の防衛力は引き続き改善され、同年7月12日に、ハドソン川をタッパン・ジーまで上ってきた戦列艦HMSフェニックスやHMSローズと交戦した。英国軍はタッパン・ジーまで北上してきたが、植民地側の大砲は英国軍司令官にイースト川進入をためらわせるほどの十分な損害を与えた。またこの砦塁は、ロングアイランドの戦いで英国陸軍が同年8月27日頃にブルックリン・ハイツ奪取を試みた後での、ワシントンによるブルックリンからマンハッタンへの撤退成功に貢献した。
戦略上の誤算だと思われるが、反乱軍の軍需品は下流約3.2kmで待機する英国軍の船に殆どまたは全く損害を与えなかった。英国軍がマンハッタンに退却した2日後、大陸軍はブルックリンおよびガバナーズ島から引き揚げ、英国はガバナーズ島を奪還した。1776年9月2日から14日にかけて、新たな英国駐留兵はマンハッタンにあるジョージ砦正面の砲台にてワシントンの銃での連射を行った。
9月6日、失敗に終わったこの島での米国側タートル潜水艇による破壊工作は、史上初めて記録された潜水艦攻撃となった。この砦は今後の戦争に向けて1783年の撤収の日まで英国軍に占有された。この時期に、英国軍はガバナーズ島の防護を改善し続けていた。

### 18世紀後半から19世紀

#### 18世紀後半から米英戦争
アメリカ独立を経て、ガバナーズ島こと総督の島(Governor's Island)はクラウン・エステートからニューヨーク州に移された。 島には軍事的用途が見られず、代わりにホテルや競馬場として使用された。大部分が土でできていた要塞の質は劣化し始めた。1784年3月29日、米国議会の法律によってこの島の名称がアポストロフィ無しの「ガバナーズ島(Governors Island)」に変更された。1790年にガバナーズ島は「軍事目的で必要とされない限りは［中略］教育振興目的で」ニューヨーク州評議員会 (New York State Board of Regents) に移譲された。この時期における島の用途については他にほとんど知られていない。
1790年代半ばまでに、軍事的緊張の高まりがニューヨーク港要塞化への関心を再燃させ、米国議会の委員会はアメリカの主要都市中心部を守るため第一次要塞化ができうる場所の地図を作成した。防御が構築された最初の地点の1つがガバナーズ島だった。そのため、評議委員会との合意は1794年に無効になり、1794年と1795年にはガバナーズ島の防御構築に約250,000ドルの連邦予算が割り当てられた。

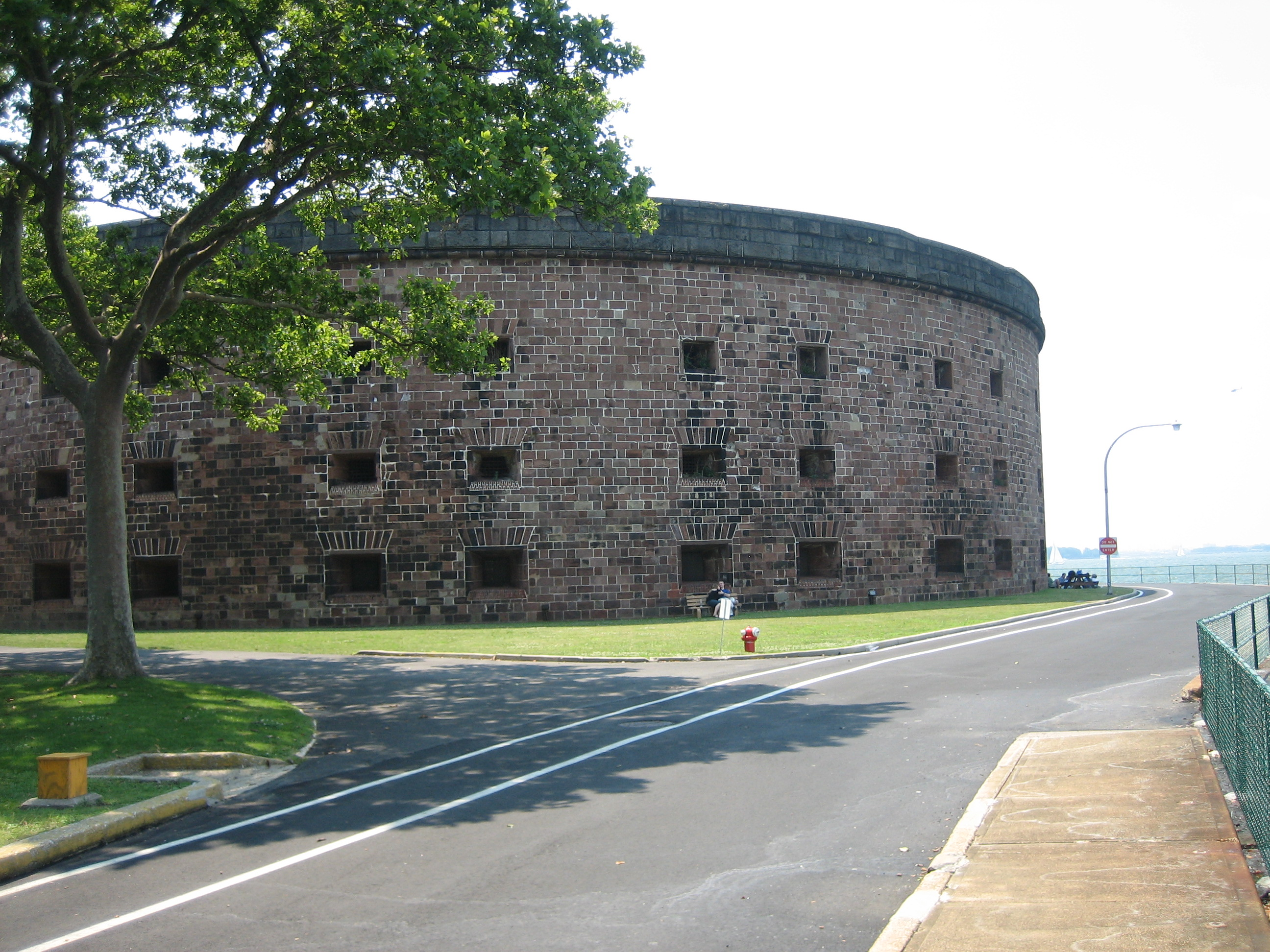
ウィリアムズ城

ジェイ砦 (Fort Jay) は、以前に独立戦争の土塁があった地点で1794年に建設が始まった。ジェイ砦の低い高台は脆くて占領されやすいとの懸念もあったが、作業は進行した。ジェイ砦は4つの堡塁を擁する四角形の砦で、土塁と木材で作られていたが戦争の脅威が去るや間もなく劣化していき、1805年までに酷く崩壊してしまった。1800年2月15日にこの島の所有権が連邦政府に移譲された。
1800年代初頭にニューヨーク港の防衛を担当したジョナサン・ウィリアムズ中佐は、第二次要塞システムの一部として同港の周辺に幾つかの新たな牙城を提案した。第一次防衛システムとは違って劣化を防ぐため新たな砦は石積みで作られ、火力の増強および武器の改善も含まれていた。1806年から1809年にかけてジェイ砦は現在の星形に再建され、ほどなくコロンバス砦と改名された。これに次ぐ主要な牙城のウィリアムズ城 (Castle Williams) は、1807年から1811年にかけて島の北西隅からコロンバス砦の北へと伸びる岩礁に建設された円形砲台であった。3番目の牙城となる南側砲台または半月砲台(現:建物298)は、1812年に島の東海岸にあたるコロンバス砦の南側に建設された。1812年の米英戦争はこれらの防衛システム完成直後に勃発したが、最後までこれらの要塞が戦闘に遭遇することはなかった。

#### 19世紀半ばと南北戦争
米英戦争後、この島はさほど発展しなかった。むしろ1812年頃から始まる軍隊の駐留用に活用されていた。島に駐留した軍隊は、残りの19世紀の間に4度戦争に配備された。陸軍とは別同隊で砲撃を扱うニューヨーク・アーセナルは、1832年にこの島に移ってその3年後に武器庫の建設を始めた。アーセナルの構造物建設は数十年にわたって続いた。アーセナルと陸軍の建物を区別するために、前者の建物は1843年に建てられた提督住居のようなギリシア復興様式（グリーク・リヴァイバル）で設計された。

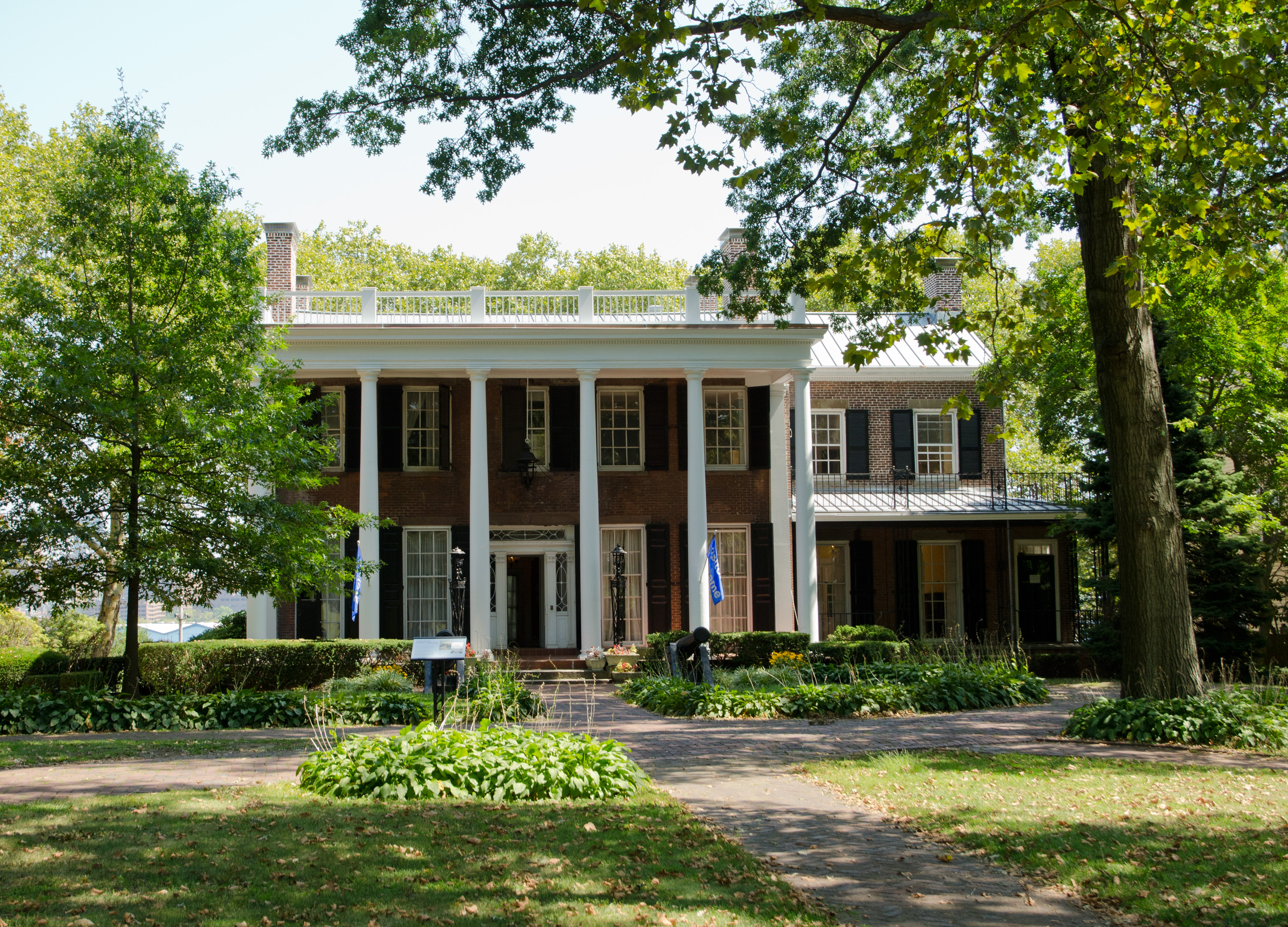
1841年建造の提督住居

陸軍は当時この島に駐留軍を展開しており、1830年代には将校の兵舎や病院などの新たな建物を幾つか建設した。また陸軍は石積みの防潮堤を追加し、1850年代から「管理・訓練センター」を開設した。募兵センターと兵舎の建設は、コロンバス砦の東にノーラン・パークという公園造成をもたらす結果となった。これらの変更と共に、防衛迎撃が始まる際に見晴らしの利く地点になるようコロンバス砦とウィリアムズ城の間にある藪草地帯を刈り込んだ。それ以外の陸軍の建物には、米墨戦争および南北戦争時期に運用された集会所や音楽学校などがあった。それでも、部隊の大半がテント生活を続けていた。陸軍要員の宗教要件に対応するため、1846年にプロテスタント用の小さなゴシック復興様式の礼拝堂がガバナーズ島に建設された。
仮設病院は建てられたものの、特に南北戦争のために新たな恒久的建造物は建設されなかった。同病院では1850年代および1860年代にコレラと黄熱病の流行で感染患者を治療した。戦争中、ガバナーズ島はまだ要塞が機能するにもかかわらず、主に召集兵の支援施設として使用されていた。ウィリアムズ城は南軍の捕虜を収容し、コロンバス砦は捕虜となった南軍の将校を収容した。質素な収容施設では千人を超える囚人を収容することもしばしばで、しばしば脱走して「本土」のマンハッタンまで泳く者もいた。1863年のニューヨーク徴兵暴動の最中に、陸軍部隊がマンハッタンに配備された際に抗議者らがこの島を占拠しようとするも失敗に終わった。
戦後、ウィリアムズ城は軍事刑務所として活用され、レブンワース砦やアルカトラズ島といった軍事刑務所の東海岸版となった。インフラ等の施設が修理されて未使用の建造物は解体され、1875年にはコロンブス砦の北に新たな軍需倉庫が建設された。以前は未開発だった島の北部および東部で重要な開発が行われた。具体的にはコロンバス砦外側にある木造の古い兵舎が移設され、砦の東にあるノーラン・パークに新たな士官宿舎が建設された。島の北側と西側にある防潮堤は、更なる建設用地を作るため更地に戻したり拡張が行われた。この拡張期間の1870年に、島では特に重篤な黄熱病の伝染が起こり、数百人が病に罹って検疫を要した。黄熱病患者を収容していた建造物は後に取り壊された。これらの異変がありながらも、1873年にコロンバス砦やウィリアムズ城は依然として機能していたと記されている。
1878年に、コロンバス砦は主要な陸軍行政センターになり、陸軍士官の家族が流入するようになった島にある娯楽的な選択肢としては、ノーラン・パークのテニスコート、南側砲台の市民農園、ゴルフ場、サイクリング用遊歩道があった。島には墓地もあり、当初は黄熱病とコレラの犠牲者を受け入れていたが、1878年に埋葬が中止されて1886年までに全てブルックリンに移設された。
ガバナーズ島の人里離れた雰囲気は、1885年に米国初のゴミ焼却炉が島に建設された際に若干変化した。その後の1890年代や1900年代の建設で、島には幾つかの将校住居が追加された。ガバナーズ島をロウアー・マンハッタン居住者用の公園に変える運動は、1888年から始まっている。公園提唱者達はセントラル・パークやプロスペクト・パークがロウアー・マンハッタン居住者には遠すぎると主張したが、この計画は実現しなかった。

### 20世紀の陸軍作戦

#### 拡張と第一次世界大戦

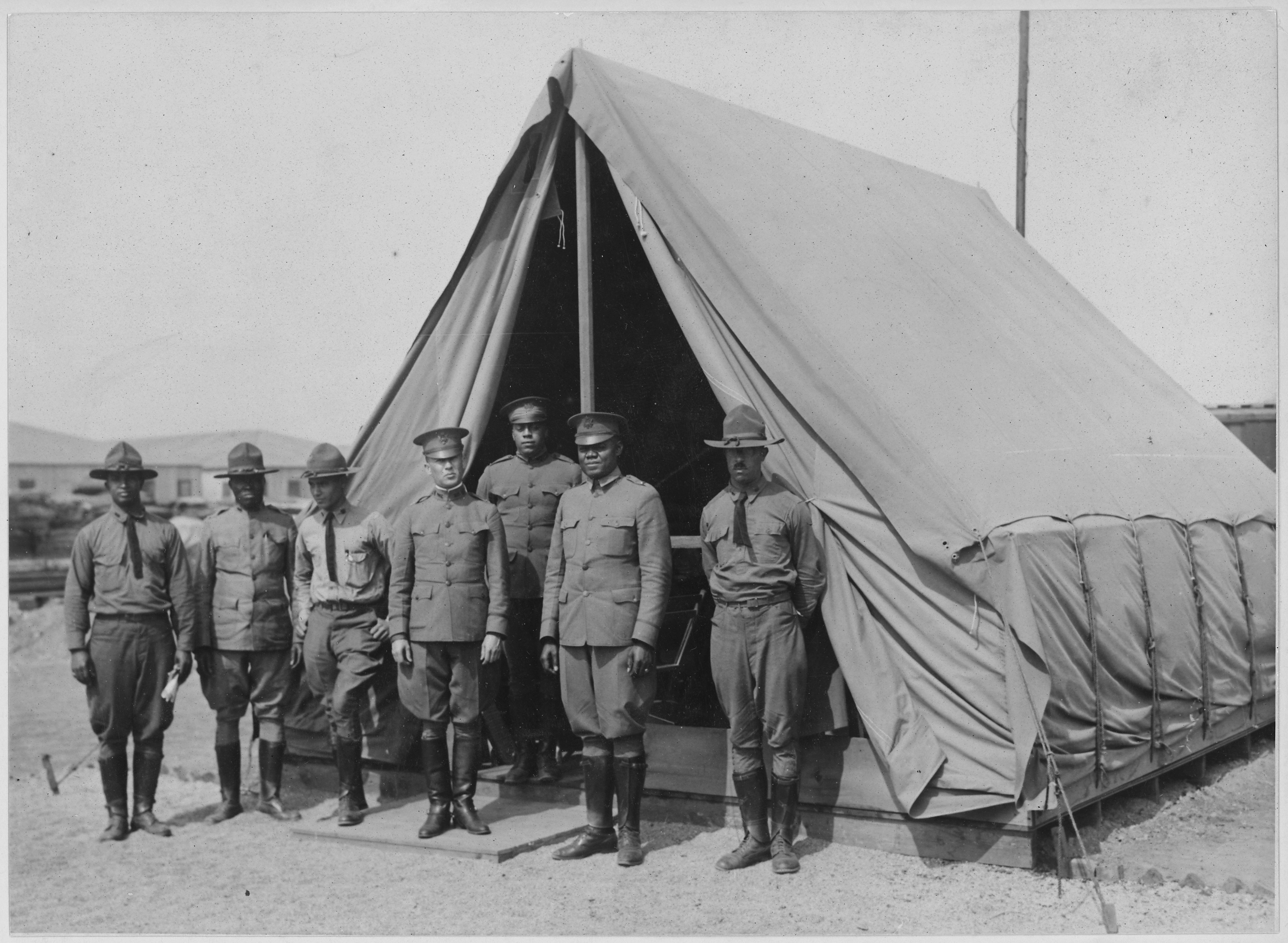
ガバナーズ島の陸軍大隊。1918年

1880年代後半から1890年代にかけて陸軍はこの島の拡張計画に着手した。米国陸軍長官のエリフ・ルートが、この島が大隊を丸ごと収容するのに十分な広さになるよう、島の拡張を計画した。ニューヨーク市地下鉄の最初の路線から発掘された材料を使用し、陸軍工兵隊が366万m3の盛土を追加してガバナーズ島を南に拡張した。作業の大部分は1909-1910年までに完了し、1913年1月までに完工が宣言された。同事業が終了した際、島は103エーカー拡張されて総面積172エーカー(0.70km2)になった。
またルート長官は、ボザール様式の建築家チャールズ・フォレン・マッキムの力を借りて、ガバナーズ島にあるほぼ全ての建造物を再設計するなど島の地形計画を作成した。マッキムは1902年と1907年に、古い建物を全て解体して建物を対称的に配置していく計画を提示したが、これらの計画は一切実行されなかった。さらにルートは1904年に、コロンバス砦の名称を昔のジェイ砦に戻した。1907年に昔の礼拝堂が聖コルネリウス・センチュリオン礼拝堂に改築された。
新たに造成されたガバナーズ島の南部は当初、滑走路として使用されていた。1909年10月の世界初となる水上飛行で、ウィルバー・ライトはガバナーズ島からマンハッタンの西側を飛行してそれから島へと戻ってきた。翌年、グレン・カーチスはこの島に着陸することでオールバニ (ニューヨーク州)からニューヨーク市への飛行を成し遂げた。1916年から1917年までは航空訓練センターも運営されていた。これらの飛行士に敬意を表して、1954年に初期航空士 (Early Birds of Aviation) の記念碑がリゲット・ホールに捧げられた。
島の拡張がされたとはいえ直後は殆ど発展しなかったが
、第一次世界大戦中に重要な建設が行われた。アメリカ議会がドイツに宣戦布告した数分後にガバナーズ島の部隊がニューヨーク港でドイツ船を拿捕したことで、この島は一次大戦における最初（1917年4月6日）の明白な米国軍事行動の場所として言及されることがある。
兵舎、テント、仮設の木造建築物が当初の島の北部に建設され、新しい南部区画には倉庫やその他補給施設が収容され、合計7,500万ドル相当の資材が保管された。建造物は全て、多数の入換え用引込線で構成される13kmのガバナーズ島鉄道で接続されていた。同鉄道は1.5マイル(2.4 km)に縮小され、1931年に解体されるまで「世界で最も短い鉄道」と呼ばれていた。

#### 20世紀半ば

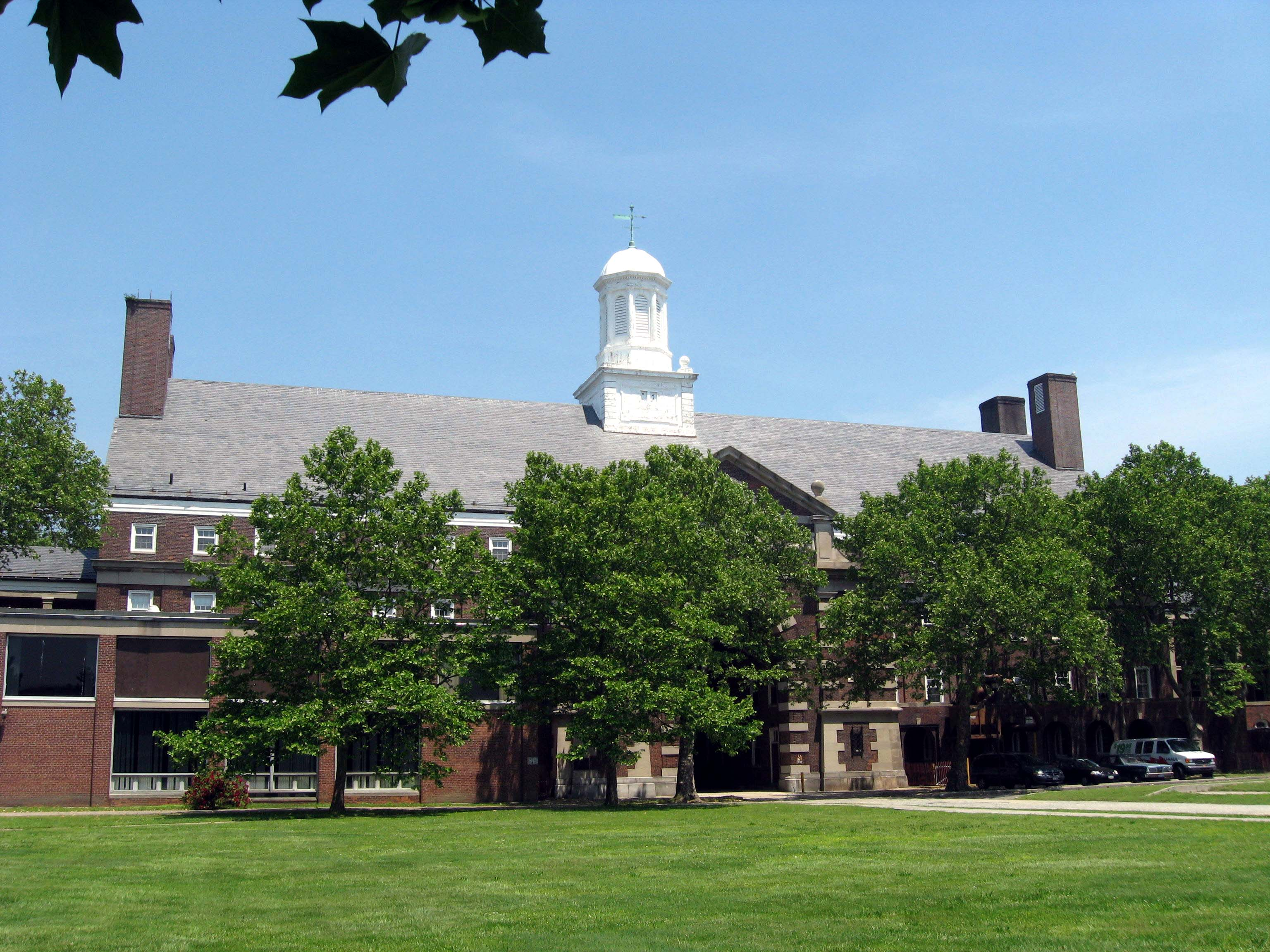
1928年建造のリゲット・ホールと呼ばれる旧兵舎（建物400）

第一次世界大戦末期の1920年、陸軍は内部組織を再編成してガバナーズ島が第2軍団の本部地域となった。終戦直後に建造された建物は殆ど無く、陸軍は既存の建物を維持してこの島を軍事刑務所として利用し続けた。木製の兵舎建築の幾つかは急速に劣化し、議会使節団からの苦情が出るようになった。1926年、陸軍兵士の子供を対象とした学校がガバナーズ島で開校した。
1927年、ハンソン・エドワード・エリー少将は、主にジョージアン復興様式 (Georgian revival) の建造物をガバナーズ島に建設する主要計画に着手した。新たな建造物には、映画館、キリスト教青年会(YMCA)、「将校クラブ」、公立学校などがあった。3階建てのリゲットホール(建物400)は、元々あった島のほぼ全幅にわたる軍の兵舎で第一次世界大戦前の倉庫敷地に建てられたもので、1928年の竣工当時は世界最大の兵舎の1つとされた。
その後、陸軍はマッキム・ミード&ホワイト（当時アメリカで屈指の建築設計事務所。ボザール様式を推進した）を雇い、リゲット・ホールの近くに「兵舎地区」を造成した。1930年代、公共事業促進局(WPA)が島の大部分の景観造園を行うと共に多くの既存建物を補強し、その過程で最大5,000人の労働者を雇用した。WPAの事業には将校邸宅の修復や外来種マメコガネ（ジャパニーズ・ビートル）の撲滅などもあった。また陸軍は徐々にガバナーズ島の道路を再舗装して、近代的な車両を導入することに成功し、車庫を建設した。

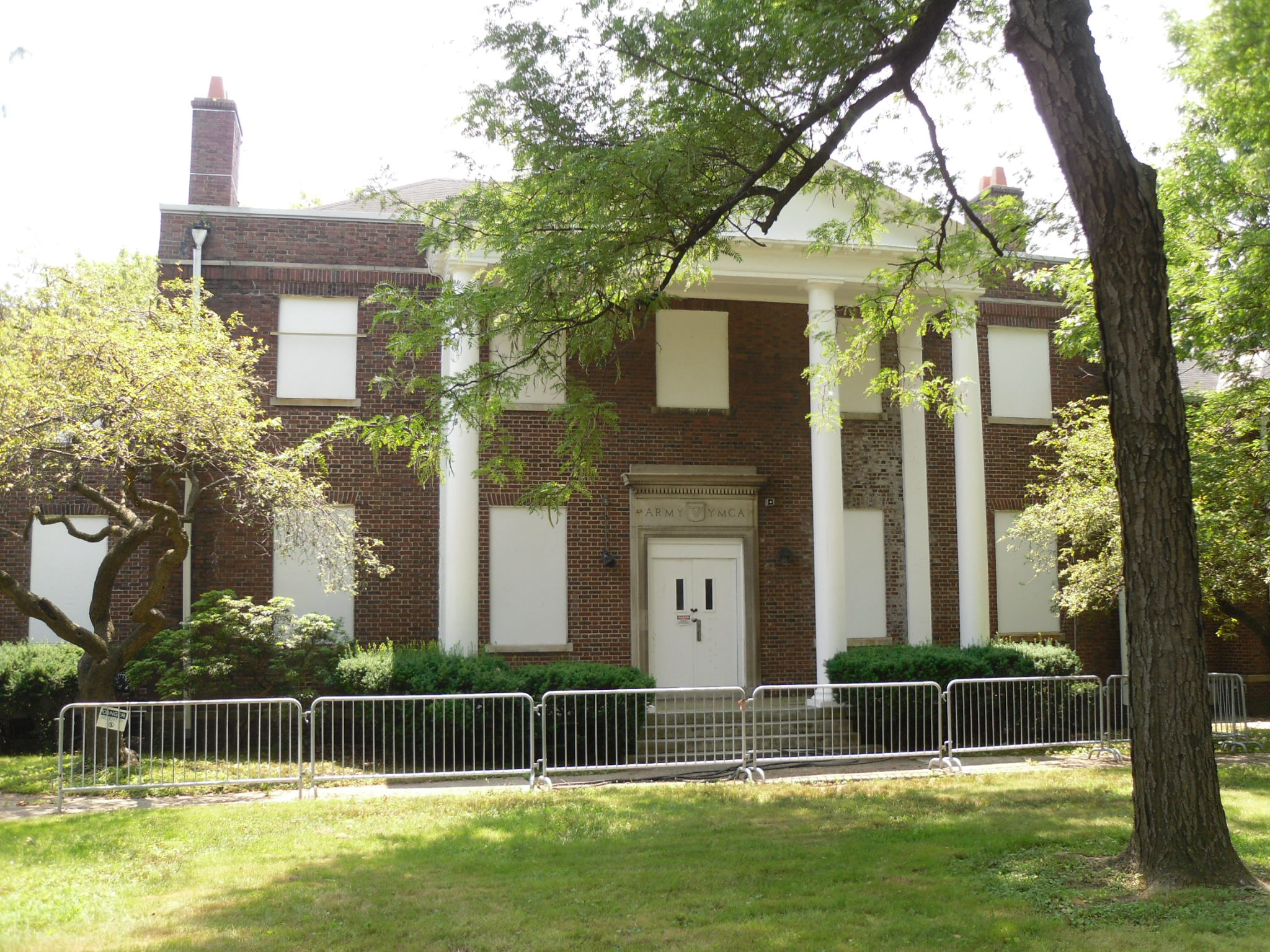
陸軍のYMCA

20世紀半ばのガバナーズ島では陸軍のコミュニティが発展した。島には映画館、YMCA、「将校クラブ」に加えて3つの礼拝堂があった。娯楽も普及し、一般的なスポーツの1つがポロで、これは島への往来が馬だった19世紀の名残りである。1920年、島の練兵場にポロ競技場が設立された。ゴルフ場はジェイ砦付近に1903年に造成されていたが、ガバナーズ島ゴルフコースと呼ばれる新たなポロ＆ゴルフ場が1925-1926年頃に建設された。この施設はジェイ砦の敷地内にあり、狭い空間に囲まれた性質から「世界で最も曲がった」ゴルフコースと呼ばれることもあった。ガバナーズ島にはテニスコートや水泳プールもあった。娯楽地区の様々な施設は一般的に軍の階級に従って配置された。1942年にローマカトリックの教会が建設され1959年にシナゴーグが建てられたことで、礼拝所の数が増加した。
第二次世界大戦はまた異なる階級社会変化をガバナーズ島にもたらし、結果的に島は軍事遂行本部へと変わっていった。1939年、この島が第1軍 (アメリカ軍)本部となり、その2年後には東部防衛司令部 (Eastern Defense Command) も設立された。併せて72の仮設建造物がこの島に建てられた。1941年、ガバナーズ島は米陸軍の募兵センターとなり、1942年までに日々1,500人の新兵手続きを行っていた。1942年10月、募兵局はグランドセントラル駅近くの建物 (Grand Central Palace) に移動した。1945年の第二次世界大戦終戦後も、ガバナーズ島は引き続き米国第1軍の本部であり、実質的な変更は殆ど無かった。島の南西隅にある建物が幾つか解体され、駐車場への道を作るために管理事務所が解体されたが、造成のレイアウト全体は比較的手付かずのまま残された。

#### インフラ整備

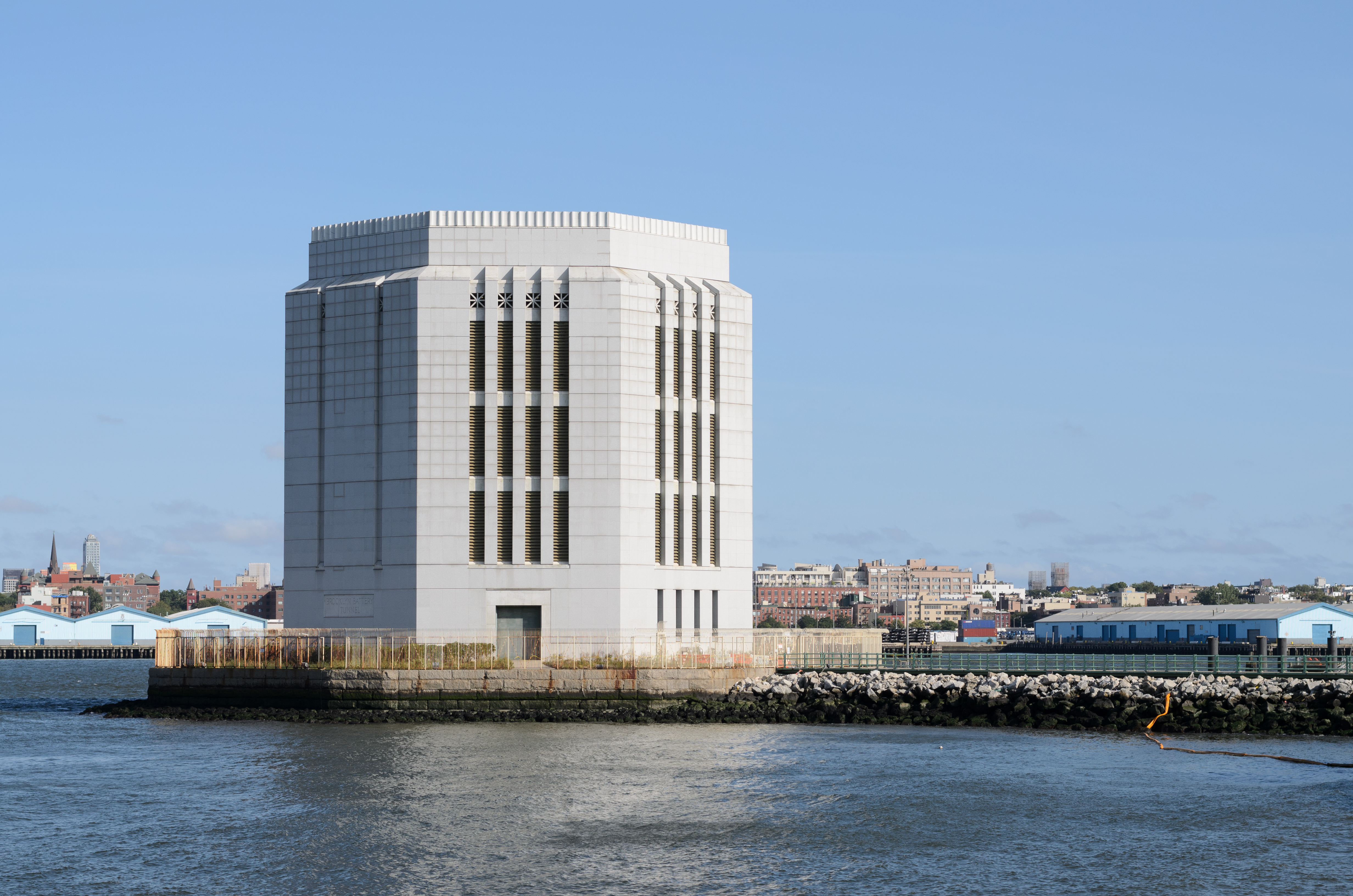
ガバナーズ島沖のブルックリン-バッテリートンネル換気塔

1930年にフロイドベネット飛行場 (Floyd Bennett Field) がブルックリンに建設される以前、この島は市営空港の場所と見なされていた。 1927年、米国の代議士で後のニューヨーク市長フィオレロ・ラガーディアはフロイドベネット飛行場の候補地よりもマンハッタンに近いことから、ガバナーズ島に商業空港を置くことを提唱した。ガバナーズ島空港造成をめぐる法案は米国下院の票決で却下された。この島はまた、第二次世界大戦後しばらくの間1960年代までガバナーズ島陸軍飛行場を運営していた。
1940年、島の北東隅の海底を通過するブルックリン-バッテリートンネルの工事が始まった。マッキム・ミード&ホワイトによって設計された換気用の建物は土手道で島と繋がっている。当初はトライボロー橋・トンネル当局 (Triborough Bridge and Tunnel Authority) の会長ロバート・モーゼスが港に架ける橋を提案したものの、陸軍省が川の上流にあるブルックリン海軍工廠への航行に支障を来たしかねないと指摘してこの計画を却下した。その後のガバナーズ島から橋までの斜道を建設する計画も拒否された。ブルックリン-バッテリートンネルは、島に至る物理的接続のないまま1950年に開通した。

#### 廃止
1963年、国防長官のロバート・マクナマラは、費用を節約するために余剰の軍事施設とりわけ海軍造船所の閉鎖実現可能性を調査し始めた。1964年5月に国防総省は、ジェイ砦、ブルックリン海軍工廠、ブルックリン陸軍倉庫 (Brooklyn Army Terminal) の閉鎖を検討していると発表した。3施設での従業員の抗議にもかかわらず、11月にマクナマラはジェイ砦が閉鎖される100近くの軍事施設の1つになると発表した。1965年2月、アメリカ沿岸警備隊は施設をニューヨーク市内に統合するためジェイ砦に移転する許可を求めたと発表した。 沿岸警備隊はこの島を、学校など多くの施設を統合する契機になり、またこの地域や大西洋への活動拠点になると見ていた。

### 沿岸警備隊の活動

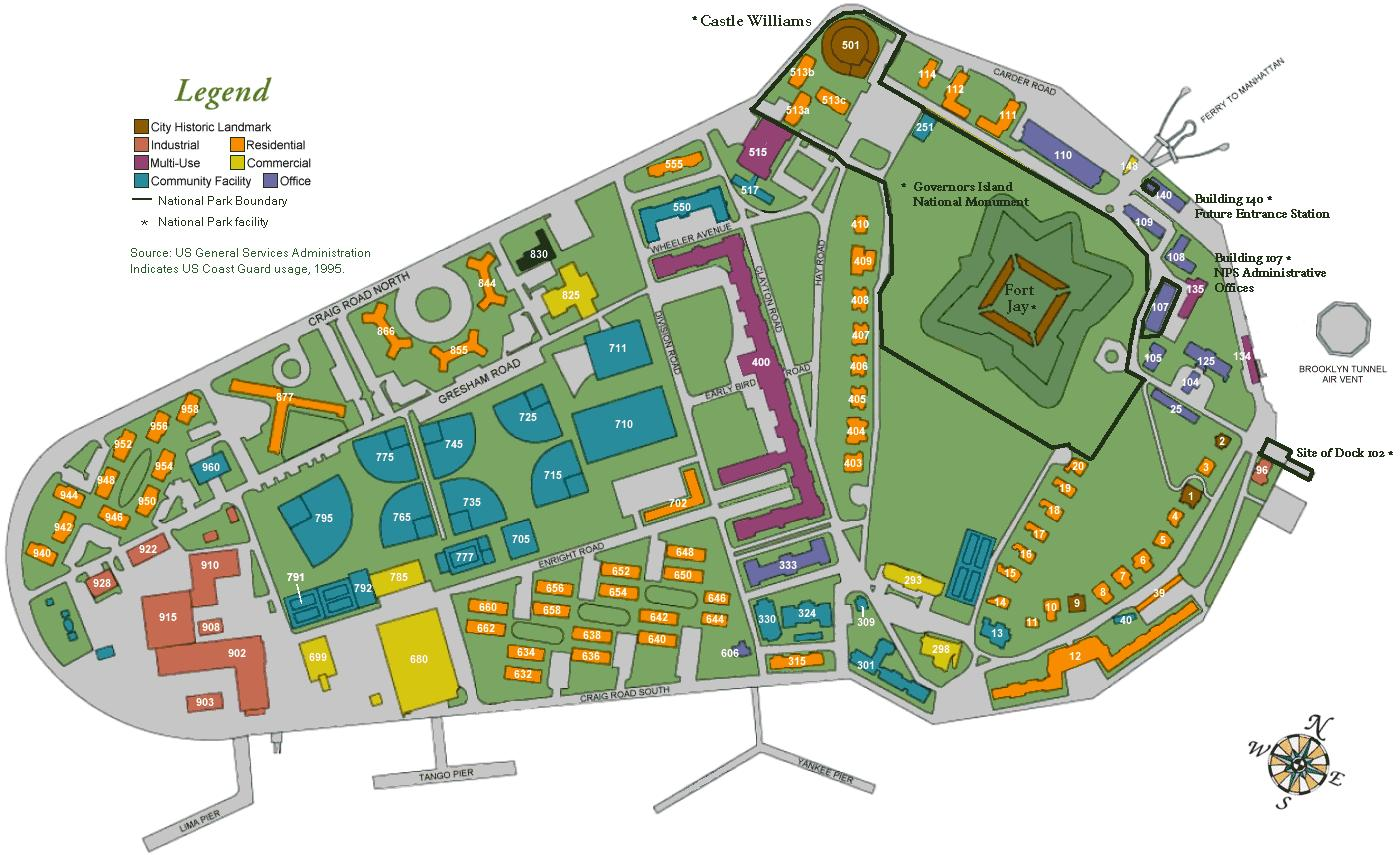
沿岸警備隊のガバナーズ島活用を表した地図。1995年

1965年12月31日、陸軍基地が正式に廃止されて同施設は沿岸警備隊の基地となった。その当時、島の南端にある第二次世界大戦時代の建物はまだ大部分が残っていた。沿岸警備隊はガバナーズ島でその活動統合を図り、この島を沿岸警備隊で最大の施設にした。この島は大西洋地域司令部および同地域の第三管区司令部のための活動拠点として使用されていた。1985年までに、島の人口は4,000人（家族は1,000世帯）になった。そのほかギャラティン、モーゲンソー、ダラスといった米国沿岸警備隊巡視船の母港でもあった。
沿岸警備隊は島の活動を7部門に分け、ボートマリーナや世界初の捜索救助訓練学校の追加など様々な改善に着手した。1972年までに、沿岸警備隊はガバナーズ島の南部に幾つかのアパート区画を開設しており、その場所にあった第二次世界大戦時の仮設建造物に取って代わった。立て続く開発期間中も島の中心にあるゴルフコースと空き地は保存された。リゲット・ホールは教室に改装され、他の歴史的建造物は保存および修復された。沿岸警備隊員のコミュニティが島で発展するようになり、消防署や警察署、銀行、店舗、教会、小学校、映画館、モーテル、さらにはボーリング場やバーガーキングまでもやって来た。 

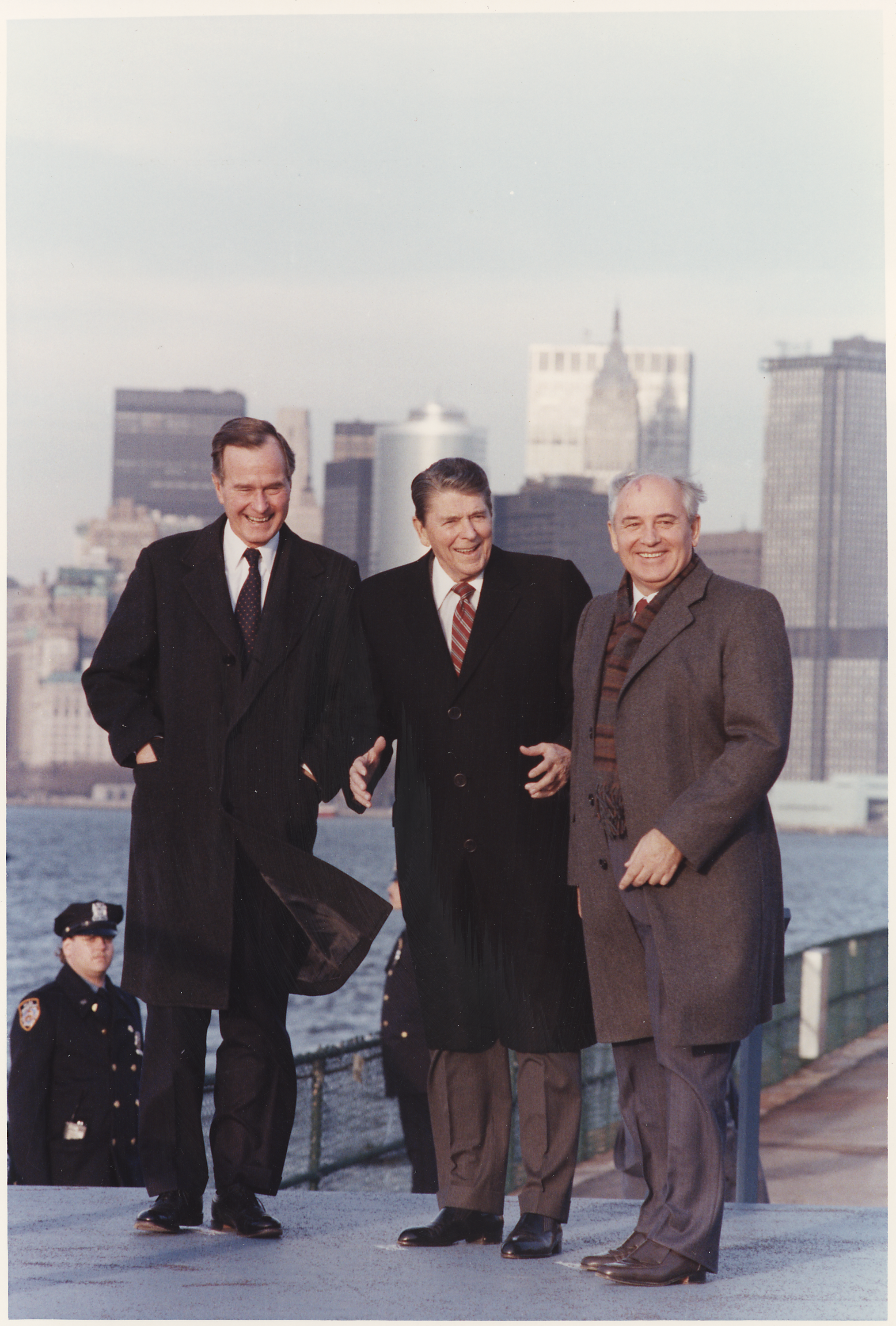
米大統領ロナルド・レーガンと次期大統領ジョージ・ブッシュがソ連の指導者ミハイル・ゴルバチョフと会談した際の写真。1988年12月

この間、ガバナーズ島では注目すべき出来事が幾つか起こった。1986年のリバティ・ウィークエンドに、ロナルド・レーガン大統領は自由の女神像 (ニューヨーク)修復完了での彫像再点灯式典のためこの島を訪れた。1988年12月8日、レーガンと次期大統領ジョージ・ブッシュは、レーガン最後の米ソ首脳会談でソ連の指導者ミハイル・ゴルバチョフとこの島で会談した。1993年7月、南側砲台（サウス・バッテリー）にて国連はハイチ政治指導者間の討議を開催し、そこでガバナーズ島合意が署名されるに至った。沿岸警備隊の時代には2つのランドマーク指定も行われた。1985年2月4日、ガバナーズ島の92エーカー(37ha)部分がアメリカ合衆国国定歴史建造物に指定された。1996年6月18日、ニューヨーク市歴史建造物保存委員会はガバナーズ島歴史地区を制定した。
沿岸警備隊の母体である米国運輸省は1995年にガバナーズ島の閉鎖基地を決定した。この移転は年間1億ドルを節約する一連の沿岸警備隊基地閉鎖の一部だった。ガバナーズ島だけでも維持費が年間6,000万ドルになっていたのである。1996年までに、沿岸警備隊は全ての機能と職員住居を事務所および基地に再移設したが、将来が決定するまでの期間に共通役務庁 (General Services Administration) と共同で島を維持する管理人は個別で残した。
他の連邦機関はこの島を管理したがらなかった。1995年、基地の閉鎖を発表したビル・クリントン大統領は、ルドルフ・ジュリアーニ市長とジョージ・パタキ知事が公共活用のために島を保全することに同意できるのなら、1ドルでこの島を譲渡すると提案した。当初ニューヨーク市はクリントンの提案受け入れには消極的だった、というのも同市にとってそれは経済的に有益ではなかったからである。
共通役務庁が2002年までにこの島を公正な市場価格で販売することを規定した1997年の均衡予算法 (Balanced Budget Act of 1997) が可決された時、この問題はさらに深刻になった。この島の売却で連邦政府に5億ドルが入ることも予想された。

### 再開発

#### 初期の提案
沿岸警備隊基地閉鎖の発表とともに、当局と開発者が開発計画を提示し始めた。ジュリアーニ市長はガバナーズ島にカジノとホテルの建設を検討した。他の計画には島を博物館として保存する、公共の公園に変える、自由港を創設する、教育キャンパス、刑務所、遊園地、ゴルフ場、ナイトクラブ地区までも建設することを伴うものもあった。1996年、ヴァン・アレン研究所 (Van Alen Institute) は「パブリック・プロパティ」と呼ばれるアイデアコンペを主催し、200件超の応募を集めた。2000年、公共利用目的で島を維持することで市と州の間の合意に達した。この間、連邦政府は年間2,000万ドルで島の維持を継続していた。

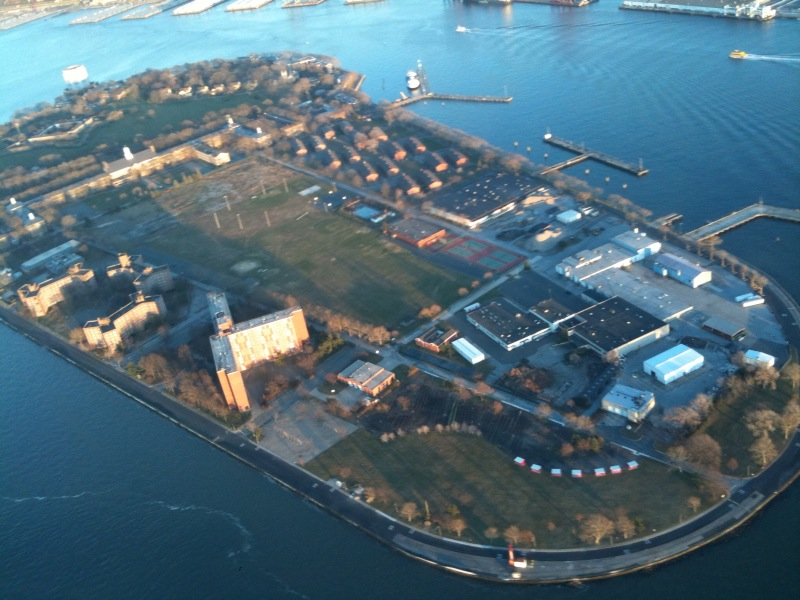
北東側を空撮。2009年

2001年1月19日、クリントン大統領はジェイ砦とウィリアムズ城を含む22エーカー(8.9ha)の地域をガバナーズ島国定史跡（ナショナル・モニュメント)に指定した。この史跡はアメリカ合衆国国立公園局によって管理されている。その翌年、ガバナーズ島が公共財産になることが発表されたが、2002年のニューヨーク州知事選挙により島の移管が遅れた。2003年1月31日、島の残り部分150エーカーならびに水中陸地32エーカーが「ごく僅かな金額（1ドルとも報じられている）」で売却され、市と州の合同機関であるガバナーズ島保護教育公社(GIPEC)の管理下に置かれた。この移譲には、島での恒久的居住やカジノを禁止する行為制限が含まれていた。この協定はまた、40エーカー(16ha)の土地を公園として使用し、他にも50エーカー(20ha)を「市民教育や文化教育」目的で使用しなければならないと規定していた。実際、この活動制限がガバナーズ島における長期的開発の大半を妨げている。
再開発の進捗は遅かったが、2006年初頭に知事ジョージ・パタキと市長マイケル・ブルームバーグがガバナーズ島を保護するためのアイデアコンペを開始した。この時期に、国立公園局とGIPECはガバナーズ島の一部で修復を開始した。護岸修理やアスベスト除去など、島を公共用途に改造するための建設が主に必要とされた。 2006年までに、GIPECは最初のテナント2つにリースを提供した。2005年に一般公衆が島への来訪を初めて許可され、その年に8千人の訪問者がやって来た。当初、ガバナーズ島は夏季の週末にだけ開放されていた。自転車とフェリーサービスは、来訪者を誘致するため無料になっていた。美術展示は後に追加された。

#### 再開発初期の取り組みと建設
2007年半ばに、GIPECは5つの最終候補設計チーム(West 8、Diller Scofidio + Renfro、Rogers Marvel Architects、Quennell Rothschild＆Partners、SMWM)を発表し、最終的にWest 8がコンテストで優勝した。この計画には、87エーカー(35ha)の空き地および島の南部にある歴史地区の復元と新たな公園造成が含まれていた。人工の丘はWest 8による島の計画の一部で、無料の自転車レンタルもあった。この島は風が強かったため、West 8は一時避難所を提供できる地形を設計した。
計画の一部は実施されなかった。これらにはサンティアゴ・カラトラバ設計の空中ゴンドラや、埋め立てを活用してマンハッタンをガバナーズ島に物理接続するというコロンビア大学の都市不動産センター(CURE)による提案などがあった。2005年にウィリアムズ城をロンドンのグローブ座風の劇場に変える提案が建築家ノーマン・フォスターによって設計されたが、城のデザインに不適合と考えられた。さらに2008年には、リバティ島とエリス島の観光フェリーの警備および発券チェック場所を護岸からガバナーズ島に移し、毎年50万人の人々をガバナーズ島に追加するという計画もあったが実現しなかった。
ガバナーズ島のテナント数は増加し始めたが、2014年時点では1,000に満たなかった。2009年、非営利団体が運営する3エーカー(1.2ha)の商業有機農場が始まった。2010年、ブッシュウィック (ブルックリン区)にあった高校 (New York Harbor School) がガバナーズ島の建物550に移転した。また同年にロウアーマンハッタン文化評議会による運営の芸術スタジオがオープンして建物110の一部に収容された。
ガバナーズ島の古い建造物の解体は、2008年に遺棄されたモーテルの解体から始まった。2010年4月、市が島の開発を管理し、GIPECはガバナーズ島トラストに引き継がれた。市はまたガバナーズ島の歴史的な北端地区を保護し、島の中央と南部を公園として開発し、西部と東部を民間開発のために確保する新たな開発のマスタープランを発表した。マイケル・ブルームバーグ市長の政権が建設の第一段階に資金供与した。2012年5月24日から2億6,000万ドルの公園造成が始まり、沿岸警備隊時代の軍事団地は解体された。
マスタープラン第一段階の一環として、新たなフェリー桟橋と待合施設でソワソン上陸地点が改修され、パレード広場は芝生スポーツ用に改修されたが、歴史地区の開発は踏みとどまった。2013年、新しい飲料水接続と護岸の修理に着手した。リゲット・テラスの中庭は、2014年にハンモック・グローブや新たな遊び場として造成された。オイスター・パビリオンは2015年6月にオープンし、2016年7月に公園10エーカー(4.0ha)のヒルズ区画がこれに続いた。この島は年を追うごとに人気が高まった。2009年には27.5万人の訪問者を集め、2018年には80万人超の訪問者が来訪した。
2016年9月、ガバナーズ島トラストとニューヨーク市経済開発公社 (New York City Economic Development Corporation) は、ガバナーズ島を通年の目的地にするアイデアを展開させるべくオンライン調査を始めた。2年後、市長ビル・デブラシオは、ガバナーズ島の再開発されていない残り部分を宿舎、オフィス、教育用に再区画する手順に公式着手した。再区画提案は、ガバナーズ島を現状のまま維持することを望んでいた活動家からの反対を招いた。
また2018年、市行政は3社にガバナーズ島での5G接続技術試験を依頼した。この事業が成功した場合、市行政はニューヨーク市における5Gのより広範な展開を追求することになる。2019年10月、市役所側はこの島に気候変動研究センターを建設することを提案した。

## 地理
現在、ガバナーズ島には172エーカー(70ha)の敷地がある。約22エーカー(9ha)は国立公園局による運用で、残りはガバナーズ島トラストの管轄下にある。この島はブルックリンの西約400ヤード(370m)、マンハッタンの南800ヤード(730 m)に位置する。行政的にはマンハッタン区の一部で、マンハッタンのサウスフェリー周辺区画の郵便番号10004を有している。ガバナーズ島には名前のついた通りが幾つかあり、その大半は島の北部にある。島全体が水辺を臨む遊歩道に囲まれている。 
ガバナーズ島の形状は、概ね「コーン付きアイスクリーム」に似た形が特徴である。島の北部69エーカー(28ha)が元々あった部分で「アイスクリーム」にあたり、人工的な南部103エーカー(42ha)が「コーン」にあたる箇所と説明することができよう（右の地図参照）。機能的には、島は境界道路(Division Road)とリゲット・ホールによって二分され、国立公園局の運営する北側区画と南側区画の緑地を隔てている。ガバナーズ島で最も高い自然点は島の北部にあるジェイ砦の基礎地点で、平均海抜+12mである。南部区画はかつて平均海抜+4.1mの低地だったが 、2010年代以降に高さ7.9-21.3mの丘ができた。

## 著名な建造物

### 城塞

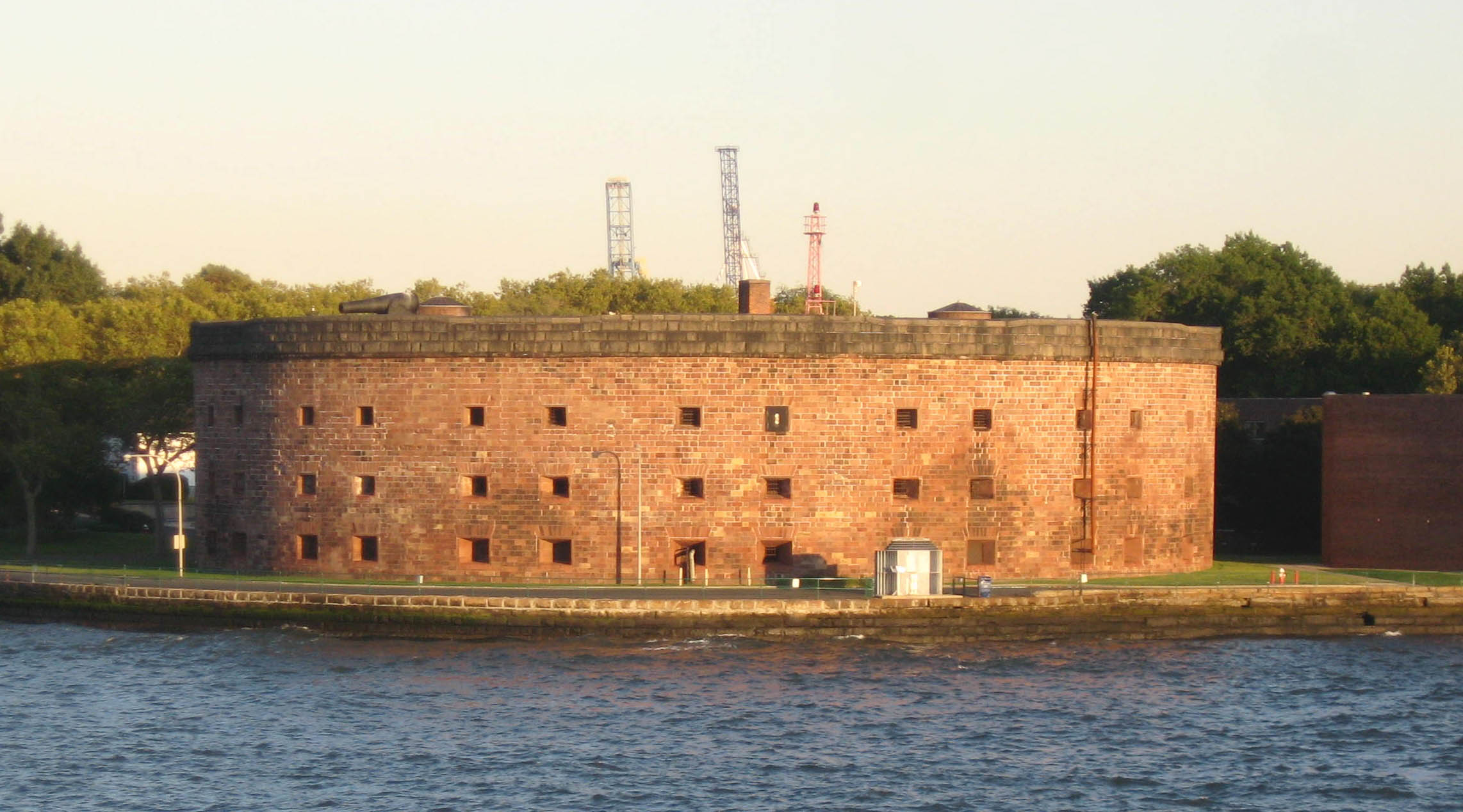
ウィリアムズ城

ニューヨーク港を保護するためにガバナーズ島に幾つかの城塞が建造された。これらは、マンハッタンの南端にあるクリントン城、リバティ島のウッド砦、エリス島のギブソン砦と連携して機能した。現存する城塞には1812年の米英戦争時に都市を保護する目的があった。
本来のガバナーズ島（北側）部分の中心にあるジェイ砦は、最古の1794年建造である。それは島の最高地点に建てられ、斜堤が全方位で傾斜していた。最初の城塞は劣化して1806年に取り替えられた。ジェイ砦は本来ニューヨーク総督ジョン・ジェイにちなんで命名されたが、再建後は1904年頃までコロンバス砦として知られていた。オリジナルの斜堤と壁の多くを再利用して再建された砦は「銃100挺に適合するよう、石積みの稜堡4つを備えた五角形に囲まれた仕掛け」で構成され、当初は230人収容のレンガ造り兵舎もあった。ジェイ砦はその歴史の中で幾度も改修されており、現在の外観は主に1830年代の改修に基づくものである。ジェイ砦の壁は砂岩と花崗岩でできており、北の壁には矢印形の三角堡がある。この城塞は現在干上がった堀に囲まれている。
ウィリアムズ城は1807年から1811年にかけて、当時は暗礁だった島の北西隅に建設された。米陸軍工兵隊の技師長ジョナサン・ウィリアムズにちなんで名付けられた、高さ12m、直径64mの円筒形建造物である。壁は下から上に2.1-2.4mのテーパーとなっている。この建造物は4層構造で、各層にそれぞれ2基の大砲を収容可能な13の砲郭があり、合計で大砲104基を収容可能である。砦の南側にあった2つの内部構造物は1900年に移設された。
南側砲台（サウス・バッテリー）または半月砲台と呼ばれる3番目の建造物は、バターミルク水路に近い当初の島の南東隅にあり、米英戦争以前に建てられたものである。矢型をした南側砲台には欄干にバーベット砲13門が装着され、バターミルクチャンネル水路に対面しており、内部には兵舎もあった。その後、1878年までは将校の会食やカトリック礼拝堂として、1880年代までは軍法会議室として、1904年の改修後は娯楽施設として活用された。1930年代以降、サウス・バッテリーは将校クラブとしても活用された。

### 見晴らしの良い景色

#### 北側部分

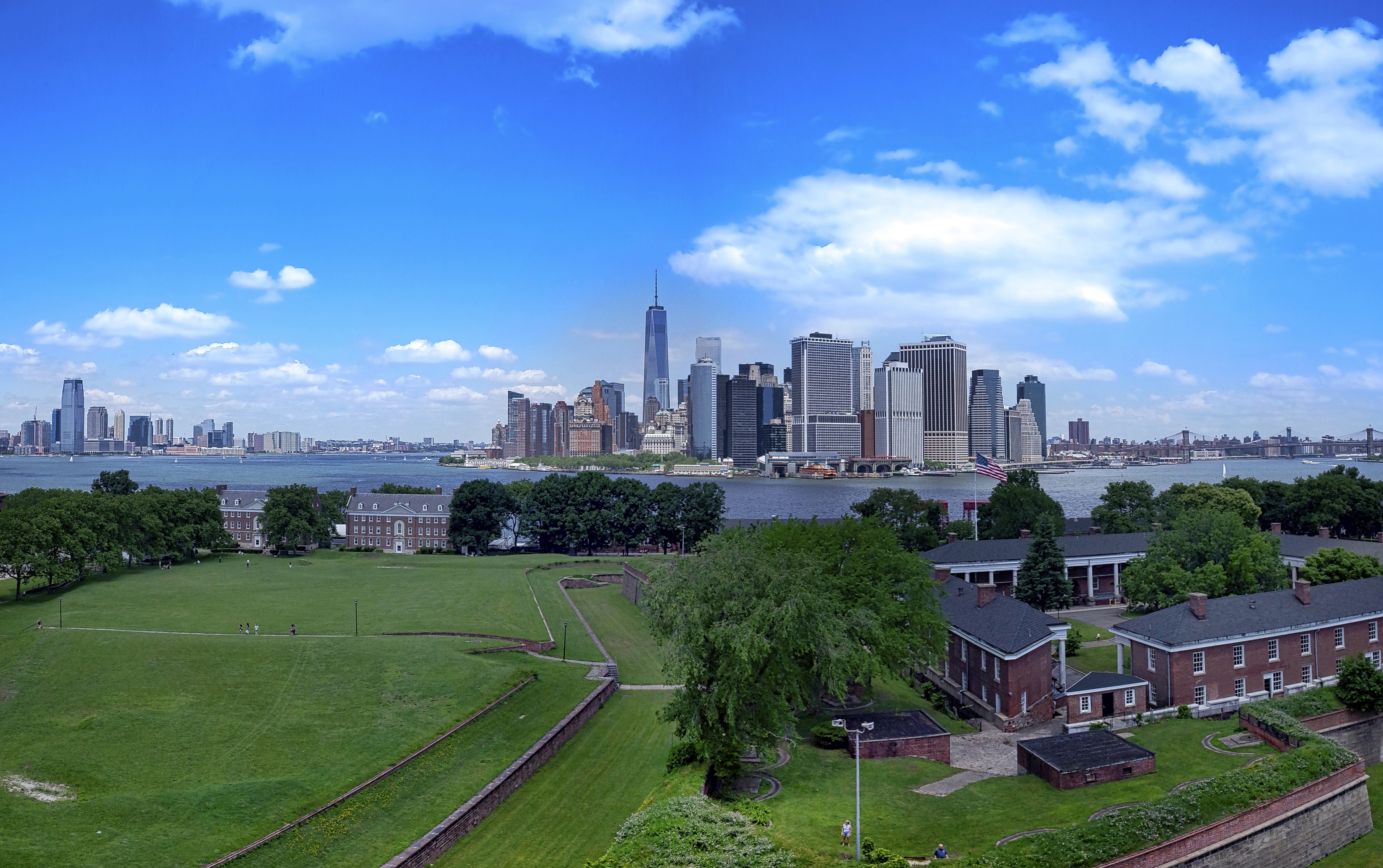
マンハッタン方向を臨んだ写真で、ジェイ砦の斜堤（左）と兵舎（右）がある。

歴史的なガバナーズ島北部には4つの開けた景色がある 。最大のものはジェイ砦の斜堤で、砦の全方位から下り坂という木のない芝生地帯である。この斜堤がジェイ砦の壁と斜面底の堀との間に緩衝地帯を作った。この斜堤には、ポロの競技場とガバナーズ島ゴルフコースがあった。
ジェイ砦の南東にあるノーラン・パークは、将校の宿舎と管理用建物に囲まれた並木道がある台形の地帯である。この公園の東側境界はエリア南端に向かって南西に湾曲しているが、西と北側の境界は互いにほぼ直交している。ノーラン・パークの現在の配置は1870年代にさかのぼり、1933年から1936年にかけて第1陸軍の指揮官だったデニス・E・ノーラン少将にちなんで名付けられた。以前はこの場所に野外音楽堂があった。
ガバナーズ島のパレード広場はノーラン・パークのすぐ西でジェイ砦の南にあり、約5.3haの広さがある。パレード広場はジェイ砦から水辺の南に向かって下り坂となっていて、1本の歩行者専用道がパレード広場を貫いている。そこは軍事訓練場およびウィリアムズ城に捕らえられた虜囚の処刑場として使用された。以前はゴルフコースがこのパレード広場内にも伸びていて、コースの残骸が今でも残っている。
4番目の開けた風景はクレイトン道路とヘイ道路の間の三角地帯で、コロネルズ・ロウ・パーク やビレッジ・グリーンとしても知られ、ジェイ砦の南西かつリゲット・ホールの北東に位置している。20世紀初頭に造成されたもので、島当初の南西海岸線を形成する東のヘイ道路、南西のクレイトン道路とリゲット・ホールとの間でくさび形をなしている。

#### 南側部分

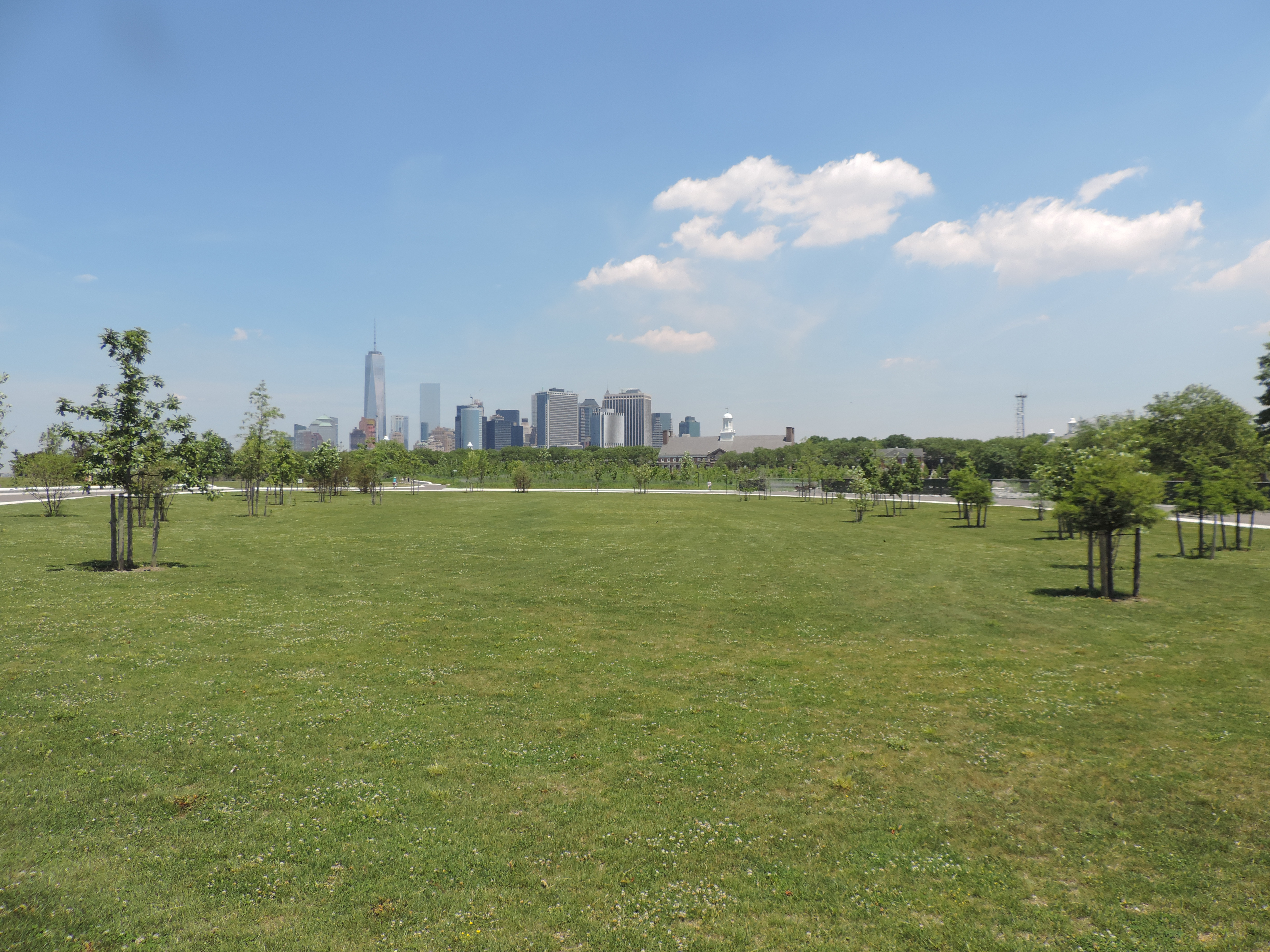
ガバナーズ島の南側にあるリゲット・テラス

ガバナーズ島の南側部分には12ha超に及ぶ公園がある。公園の北端にはハンモック・グローブという60種以上の樹木が生息する緩やかな丘陵の造園地帯がある。この木立の丘は平均海抜が8.2mあり、洪水を防いでいる。木立自体は4.0haで50個のハンモックがある。すぐ西側に5.7haの芝生地帯(Play Lawn)があり、野球で使える芝生場が2面ある。ガバナーズ島のこの箇所の経路は蛇行しており、フレデリック・ロー・オルムステッド設計のセントラル・パークやプロスペクト・パークに似た様式で、曲がりくねった道が人里離れた雰囲気を強めている。
この公園の南端にはガバナーズ島の「ヒルズ」区画が4haを占めている。ヒルズは、かつて島にあった高層住宅の瓦礫で作られた4つの丘（高さ7.9-21.3m）で構成されている。標高の低いものから、芝生の丘(Grassy Hill,7.9m)、独自の芸術作品が置かれている発見の丘(Discovery Hill,12m)、長い4つの滑り台がある滑り台の丘(Slide Hill,12m)、ニューヨーク港を臨む展望場所がある見晴らしの丘(Outlook Hill,21.3m)がある。このヒルズには41,000本を超える低木と新たに植栽した樹木860本がある。ヒルズの造成費用は7000万ドルで、うち1500万ドルの資金供与はGoogleの元CEOエリック・シュミットによる寄付だった。
ガバナーズ島の最南端にはピクニック地点がある。この場所には水辺付近にレストランや食事用テーブルがある。

### その他の建造物
1996年に沿岸警備隊がガバナーズ島を放棄した時、1917年以前に建てられた建物が49棟あってその大半は島の北部にあり、1917年以降の建物121棟は大半が南部にあった。南部は主に住宅用と工業用だが、北部は多目的で使われていた。島は比較的低密度で広大な空き地があった。

#### 住居

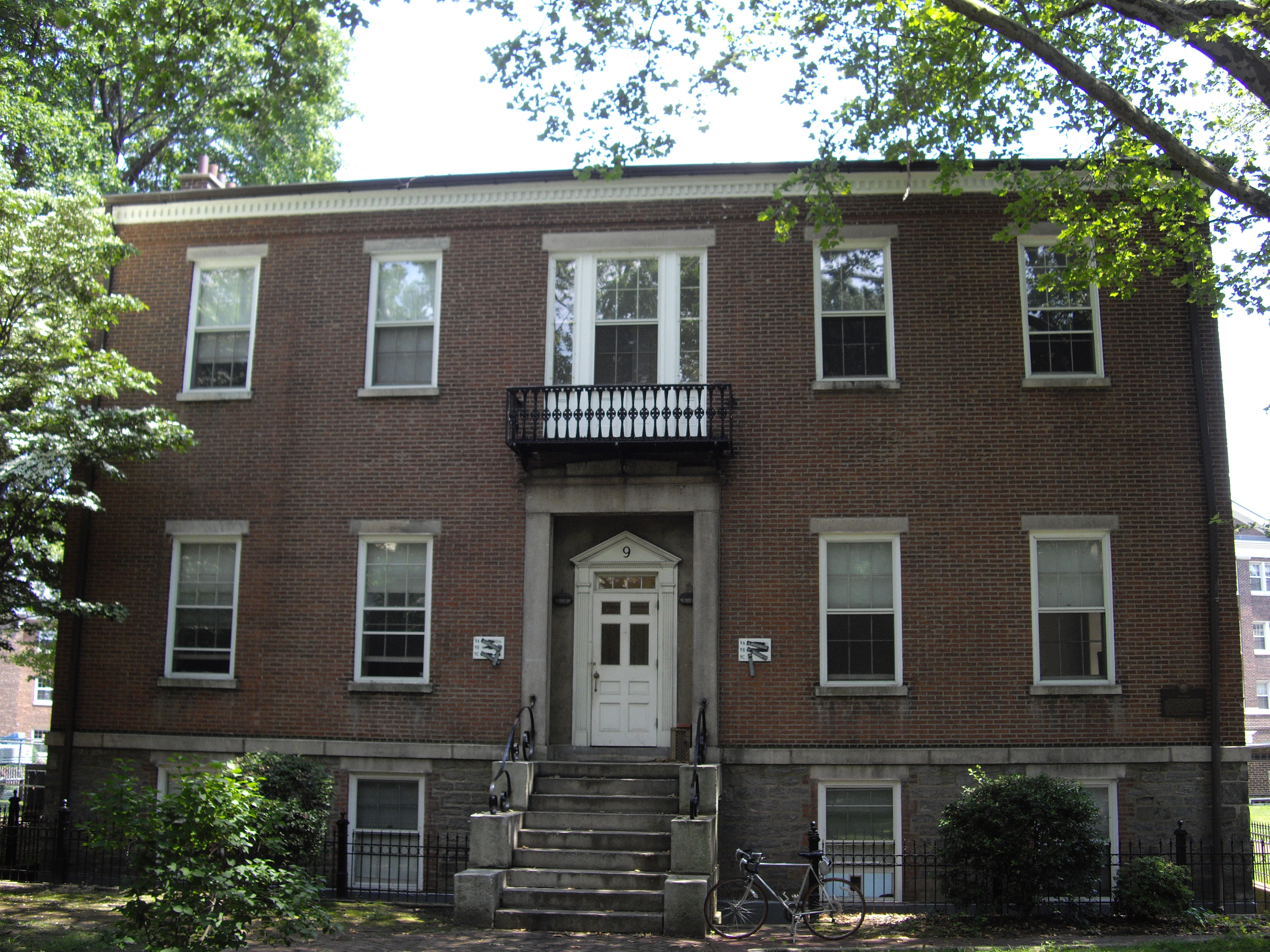
ノーラン・パークにあるレンガ造りの家

ガバナーズ島には低層の将校住宅の集落が幾つかあり、現在は大半が空き家だが、一部の建物は展示や管理目的で使用されている。島の歴史的な北部にある2つの最大住居区画は、大佐の家が並ぶコロネルズ・ロウ（建物403-410）およびノーラン・パーク周辺（建物1-20）の建物群である。
ノーラン・パークには、それ自体に歴史的建造物が幾つかある。1843年に建てられたコロニアル・リヴァイヴァル様式2階建てのレンガ造りの建物、アドミラルズ・ハウスないし司令官宿舎(建物1)はアメリカ合衆国国家歴史登録財および市の指定建造物として別記載されている。北側には、1805-1813年頃に建てられたジョージアン様式2階建てのレンガ造りの家、ガバナーズ・ハウス(建物2)がある。ノーランパーク南東の角には、1843年に建てられたグリーク・リヴァイヴァル様式2階建ての建物ブロックハウス(建物9)があり、これは当初は駐屯地病院として使用され、後に軍執行機関や将校宿舎として使用された。建物3-5（1850年代建造）、建物6-11と建物14-18（1878-1879年建造）、建物19-20（1890年代建造）はいずれも2個中隊の将校宿舎としての役目を果たした。建物12はジョージアン・リバイバル様式3階建てのレンガ造り団地で、1928年または1931年に第16歩兵連隊を収容するために建設された。
コロネルズ・ロウの東側には将校8名の個人的宿舎があり、これは当初ヘイズ道路の南西にある元々の海岸線に面していた。最初に建造された建物405-408は、同じマスター計画に従って設計され、1893-1895年に2世帯住宅として建設された。同一計画で、これに1904-1906年に建物403-404の建造が続いた。コロニアル・リヴァイヴァル構造の中2階がある建物409は独身士官宿舎として設計され、1910年に完成した、一方で建物410は将校の二世帯宿舎として1917年に建設されたもので、島で唯一となるアーツ・アンド・クラフツ改造設計の建造物である。

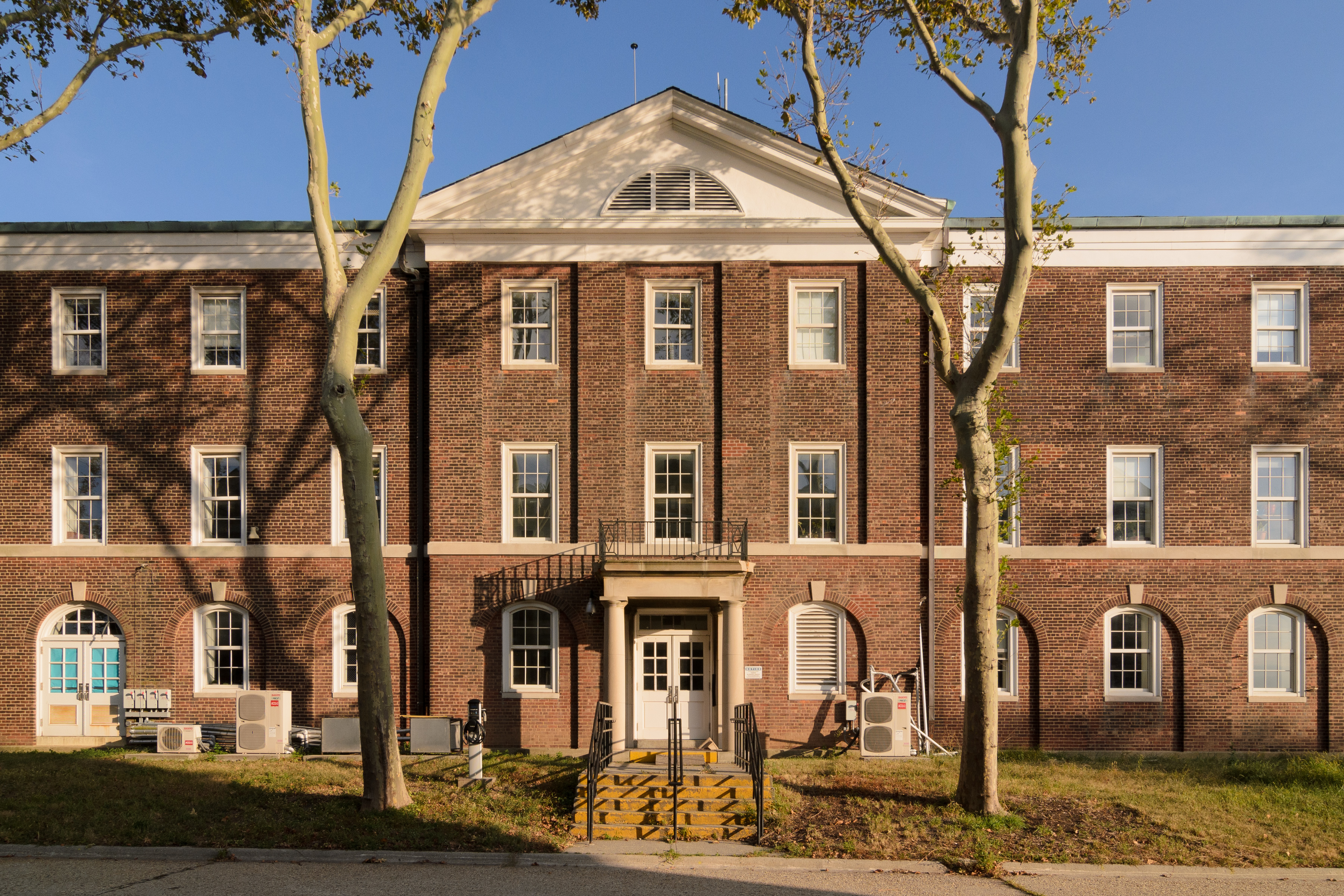
建物550、現在は高等学校。

コロネルズ・ロウの南西側には、ガバナーズ島のほぼ全幅にまたがる3-4階建ての兵舎リゲット・ホール(建物400)があり、長さ312mに及ぶ本館のほか南に伸びる69mの翼棟が2つある。1930年に第16歩兵連隊用に最初に建てられ、完成当時は世界最大の軍事兵舎の1つで、連隊丸ごとの収容を意図した陸軍最初の建造物だった。この建物には1階と2階を隔てる1階アーケード (建築物)があるほか、南東部に別館がある。ほぼ同様のジョージアン・リバイバル様式の2つの建造物、北の建物550（現:ニューヨーク・ハーバースクール）と南の建物333がリゲット・ホールに隣接している。 3階建ての建物はどちらもU字型で、前庭が翼棟で囲まれている。 これらは、沿岸警備隊が教室として使用する前に第一陸軍の派遣隊住宅として1932年に建設された。近くには、1940年に建てられた第16連隊の家族用のほぼ同一な小型の中3階住居が二棟（北が建物555、水辺に近い南が建物315）ある。
ガバナーズ島の北側には他にも幾つかの住宅がある。建物111と112は島の東側にある3階建てのネオジョージア様式の建物二棟で、ロジャーズ＆プアー社の設計により1934年に建設された。これらは第16連隊の将校宿舎として機能し、リゲット・ホールが満員になると追加で将校を収容した。ジェイ砦の内部には、202、206、210、214番という4つの建物があって、これらは砦に兵士を収容したグリーク・リバイバル様式の兵舎とほぼ同じだった
島の北側で西側のウィリアムズ城と東側のソアソンズ桟橋の間には、フォート砦看護師宿舎（建物114）というロジャース＆プアーによって設計されたネオジョージア様式中二階建てのレンガとコンクリートの建物があり、これは後に独身士官の宿舎にもなった。建物135という1835年に建てられた北東の水辺沿いにある以前の倉庫も、将校の宿舎だった。
以前は、ガバナーズ島の南半分に最大で11階建ての集合住宅区画があった。各戸2-5の寝室を備えた合計594のアパートがあり、3つのアパート団地が広がっていた。島北側の住宅とは異なり、これらの建造物は歴史的に保護されなかった。これら建造物のうち最大規模となる11階建て165室のカニンガムアパート（建物877）は島の北側にあった。1968年に建造され、2013年に崩落した。

#### 宗教施設

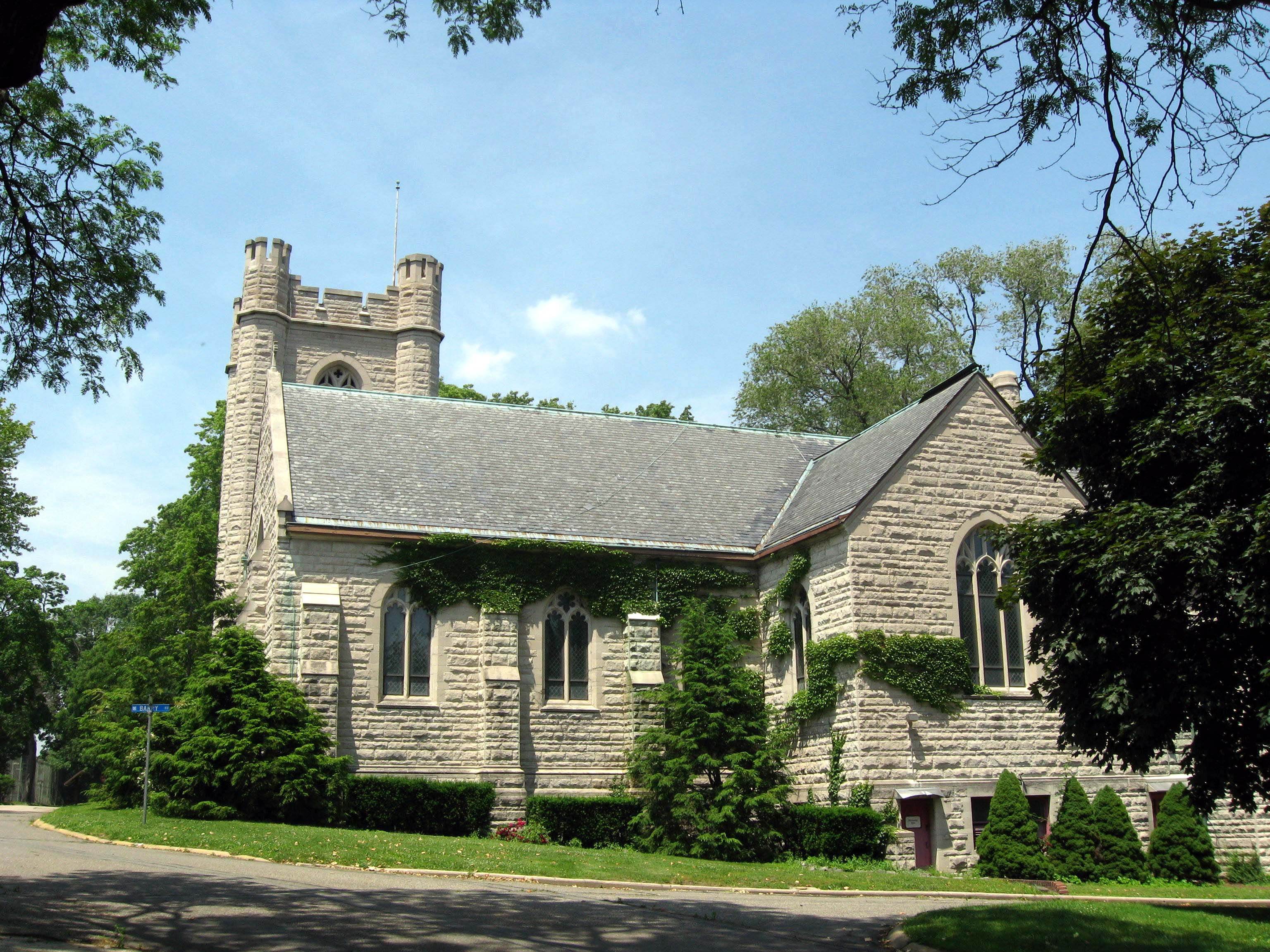
聖コルネリウスの聖公会礼拝堂

ガバナーズ島での宗教実践は礼拝堂が初めて開設された1846年にまでさかのぼる。その後ガバナーズ島には3つの礼拝所が建てられた。ノーランパークの南部にある2階建ての聖コルネリウス・センチュリオン礼拝堂（建物13）は、チャールズ・C・ハイトによる設計で1907年に建てられ、1846年の古い礼拝堂と置き換わった。
礼拝堂の歴史を通じて、従軍牧師は幾つかの異なる団体（陸軍、沿岸警備隊、トリニティ教会）により割り当てられてきた。維持は1986年までトリニティ教会によって行われ、沿岸警備隊が島に残る場合にはトリニティ教会が維持管理業務を再開することを条件に、沿岸警備隊にその任務を移譲した。
海の星の聖母(Our Lady, Star of the Sea)と呼ばれるカトリック教会が1942年に建てられた。1階建ての下見板張り建造物はガバナーズ島北岸にある。
Congregation Shaare Shomayimを収容するシナゴーグはS-40として知られる建物内で1960年に設立された。島の東岸にある1階建ての下見板張りの建物は、当初は保管庫として使われていた「仮設」建築だった。

#### 事務所と保管庫
工廠の一部として建てられた建物が幾つかあるも、住宅としては使用されておらず、代わりに事務所や保管庫として利用されている。これらには、当初から倉庫として使用されていた建物104と107、武器庫および事務所として使用される翼棟二つ付きの建物105、需品係将校の補給廠や倉庫として使用された110などがある。全てが1850年代から1870年代にかけてレンガで建てられた。建物106（ポンプ室）そして108と109（事務所）は1940年代に他の構造と同じ様式で建造されたが、建物109は1918年に建てられた木造建築と置き換わった。パーシング・ホール（建物125）は、北の水辺にある建物107と108の北側にある3階建てのレンガ造りの建物で、1934年に建設された時に第1陸軍の本部として機能した。
この水辺には、もともと工廠の作業場である建物130のほか沿岸警備隊ニューヨーク支局の事務所を担っていた近代的な建物134など、幾つかの建造物がある。
ガバナーズ島には様々な様式の小型車用車庫も幾つかある。これら車庫の大半は1930年代と1940年代に建てられた。

#### 使役建造物

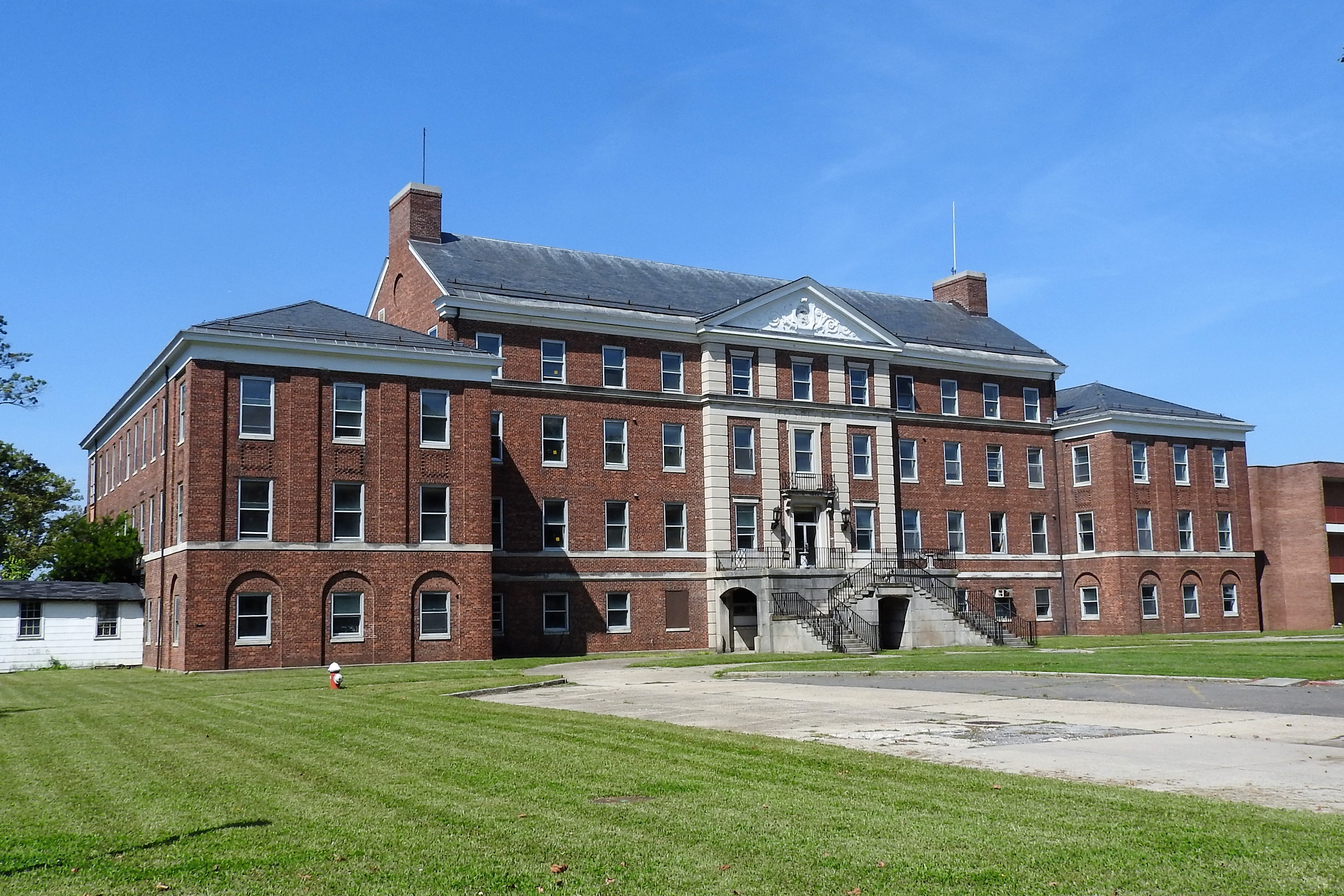
建物515こと駐屯地病院

島の北西側にある以前は駐屯地病院だった建物515は、後年になって入隊した士官たちの住宅として活用された。3階建てのレンガと石灰岩の建物は、マッキム、ミード＆ホワイトによるネオジョージアン様式の設計で1935年に建設された。近くにはタンパ記念図書館（建物S-251）があり、1階建ての長方形の木造建築である。1908年に建設されて当初は倉庫として機能し、1918年に巡視カッター船のタンパ号が沈没した後に改名された。
パレード広場の南にある砲台（サウス・バッテリー）周辺一帯には、以前の使役建造物が幾つかある。水辺に近い1階建てのレンガ造りの建物301には、PS26という小学校が入っていた。元々は1934年に建てられたが、1959-1960年に翼棟が2つ追加された。
西側には建物324があり、1926年に陸軍のキリスト教青年会(YMCA)として建設された。1937-1939年に建てられた700席の2階建て劇場である戦争省劇場（建物330）は、YMCAの西側にありガバナーズ島の南部に面している。
かつてサウス・バッテリー付近にあったのが建物293こと以前のガバナーズ島ゲストハウスでSuper8というモーテルだった。中1階があるレンガ造りの建物は、元々は1871-1872年に建てられた宿舎だった。放棄されたモーテルは、パレード広場を拡大するために2007-2008年に解体された。ガバナーズ島の南部には、バーガーキングとボーリング場が入居していた建物785があった。

### 記念碑
ブロンズ銘板を設置した記念碑は、建物406と407の間に石の装飾が施された記念碑的なレンガ製ベンチがあり、1938年に公共事業促進局によって建てられた。当初1954年にリゲットホールの南に建てられたアーリー・バード記念碑は、ライト兄弟によるこの島での初飛行を記念したもので、彼らの飛行機プロペラのブロンズ鋳像である。

## 運営

### 管理

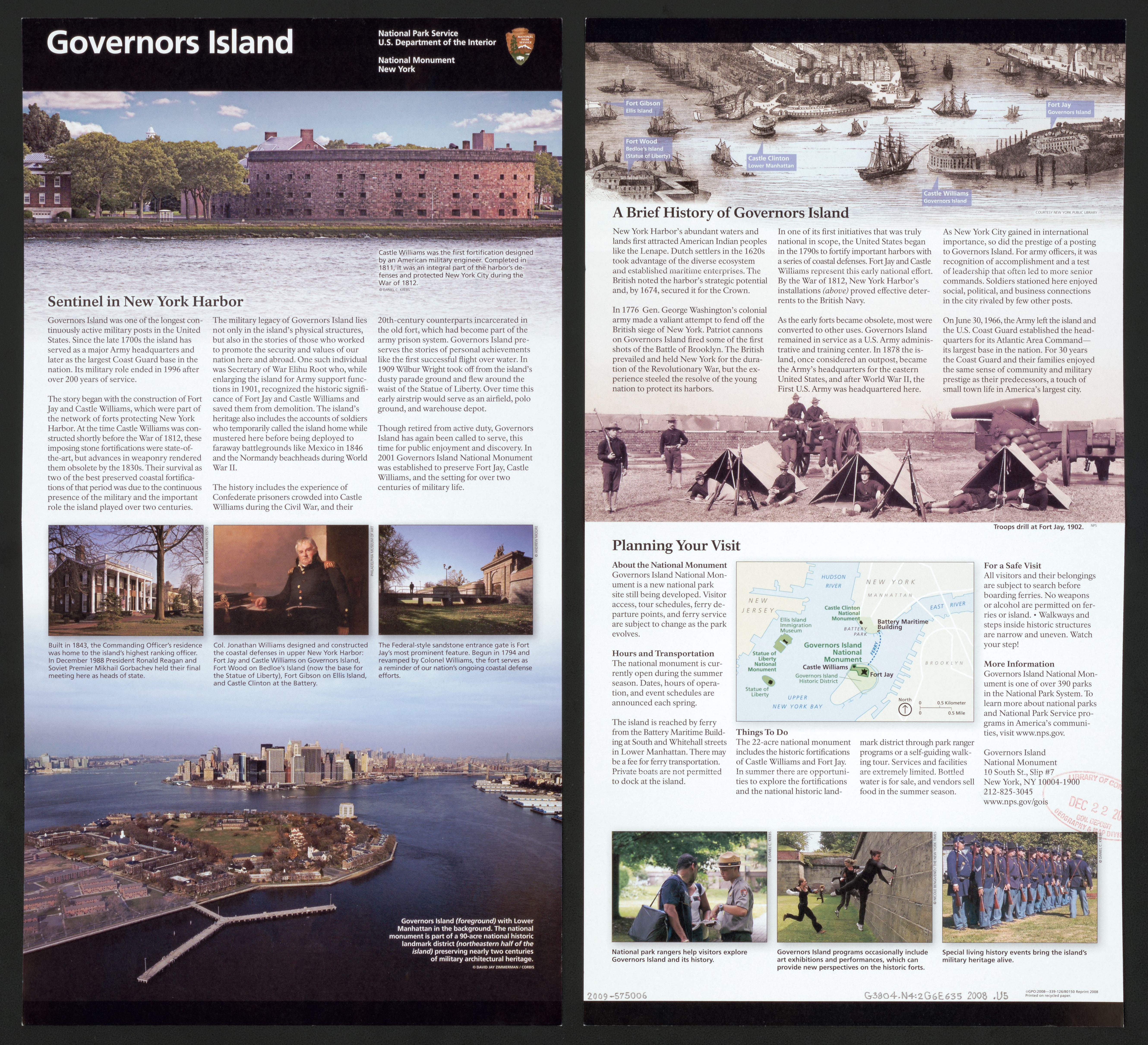
ガバナーズ島国定史跡内にある、国立公園局によって設置された場所説明の情報パネル。

島を維持管理するために、ニューヨーク港国立公園保護局、ガバナーズ島トラスト、ガバナーズ島の友、という3つの組織が連携作業している。

#### ニューヨーク港国立公園保護局
ニューヨーク港国立公園管理局 (National Parks of New York Harbor Conservancy) はNPO法人の501(c)(3)団体で、ガバナーズ島ナショナル・モニュメントの管理責任を有する機関である。ニューヨーク港国立公園局（国立公園局支部）との官民連携で作業しており、同組織の公式な非営利パートナーである。2003年に組織された保護局は、国立公園局が独自のツアー運営を法的に禁止されているとの理由から設立された。

#### ガバナーズ島トラスト
ガバナーズ島トラスト（法的にはガバナーズ島コーポレーション）は、島の残り地域の再開発の管理責任を負うニューヨーク市行政のNPO法人である。その前身となるガバナーズ島保護教育公社(Governors Island Preservation and Education Corporation,GIPEC)は、ガバナーズ島が自治体に売却された際の2003年に設立された。当時、GIPECは市と州との共同連携だった。2010年4月、この島の開発をニューヨーク州から市が全面的に管理することで合意に達した。そこでGIPECは解散となり、ガバナーズ島トラストによって受け継がれる形となった。

#### ガバナーズ島の友
ガバナーズ島の友(Friends of Governors Island)は、この島の運営および計画を管理する民間のNPO法人である。沿岸警備隊が島を空けるとの決定を受けて、1995年にガバナーズ島同盟(Governors Island Alliance)として設立された。この同盟および50の加盟団体が、島を公共の目的でニューヨークに戻すキャンペーンを主導した。2014年以降この同盟が独立した非営利団体となり、2016年に「ガバナーズ島の友」と改称された。友の会はボランティア等の計画を運営し、島のために募金活動や提案をおこなっている。

### 職業犬
ガバナーズ島はカナダガンを島から追い出すために職業犬を雇っている。職業犬は、ニューヨーク港を通って移動するカナダガンの大群に対する人道的な厄介払いをしている。犬での計画が始まる2015年以前は、ラジコンカー、ストロボライト、特殊レーザーを使ってガンを追い立てる試みが全て失敗していた。島からガンを追い払うのは、大量の鳥糞が残らないようにする有効な手立てとなっている。カナダガンは営巣期に敵対的になることが知られているため、この大群を島から遠ざけることが他の鳥種および来訪者の両方を保護するのに有効である。職業犬計画は農場犬としては良い成績が出なかったボーダー・コリーが生んだ犬を採用して2015年1月に始まった。
2019年時点で、ガバナーズ島の職業犬チームは4匹の犬（名前はマックス、クイン、チップ、アスペン）で構成されている。この犬達はソーシャルメディアで人気があり、ガンを追い立てる職務に加えて、ガバナーズ島観光客を迎える大使の務めも果たしている。

## 各種活動

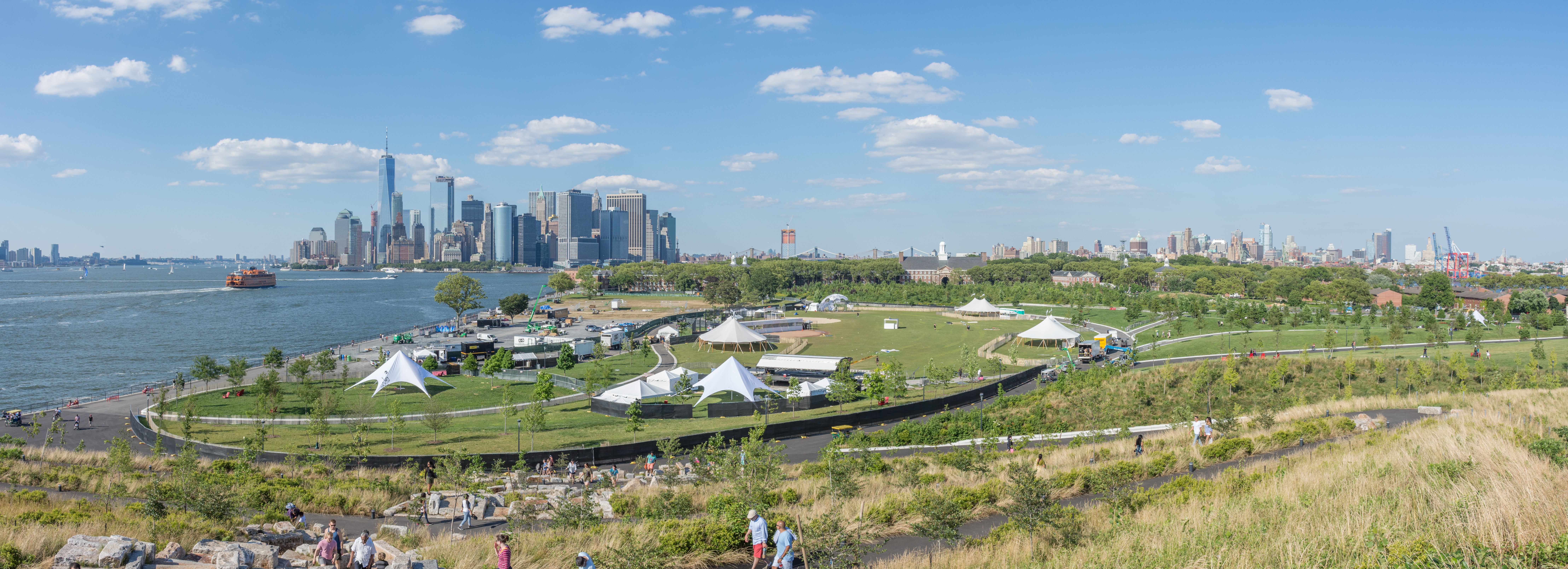
ヒルズから北側を見たところ。奥にあるのはロウアーマンハッタンの高層ビル群

この島での体験活動には、国立公園局の無料散歩ツアー、サイクリング、ピクニック、インスタレーション芸術、展示会、ドローンレース、お祭り、コンサート等がある。境界道路(Division Road)が元々あった島の北部と人工的な南部を区分けしている。北半分はガバナーズ島ナショナル・モニュメントとして開放されている。南半分にはガバナーズ島の友が運営する公園があるが、最東端の区画は一般非公開である。

### 娯楽体験
ガバナーズ島では様々な無料の娯楽体験が実施されている。ノーラン・パーク周辺の家では文化教育用の展示があり、コロネルズ・ロウでは期間限定の美術展示が開かれる。
ダウンタウン・ボートハウスは101番埠頭で無料のカヤック教室を開催している。さらに、国立公園局が運営する散歩ツアーとガバナーズ島の歴史的建造物をガイド無しで巡るツアーが幾つかある。その他公共の催し物や展示会も利用可能であり、ザ・ヤード(The Yard) と呼ばれる冒険遊び場や、堆肥学習センター(Compost Learning Center)と呼ばれる堆肥場がある。
一部の体験活動では追加料金が必要となる。例えば、ガバナーズ島の冒険(Adventures at Governors Island)は島の南部区画にある未開発な西側でジップラインとロッククライミングのコースを提供している。他にもこの島で行われる有料体験活動としては、豪華なキャンプこと「グランピング」が2018年に始まって7月から11月まで営業している。利用客は、毎日島が一般開放される3時間前から島を利用することが可能で、払う値段に応じたグレードの宿泊や体験が提供される。島全体を巡るために、ブレイジング・サドル(Blazing Saddles)が自転車や三輪自転車の貸し出しをしており、島にはシティバイク (Citi Bike) の自転車共有ステーションも3つある。

### イベント

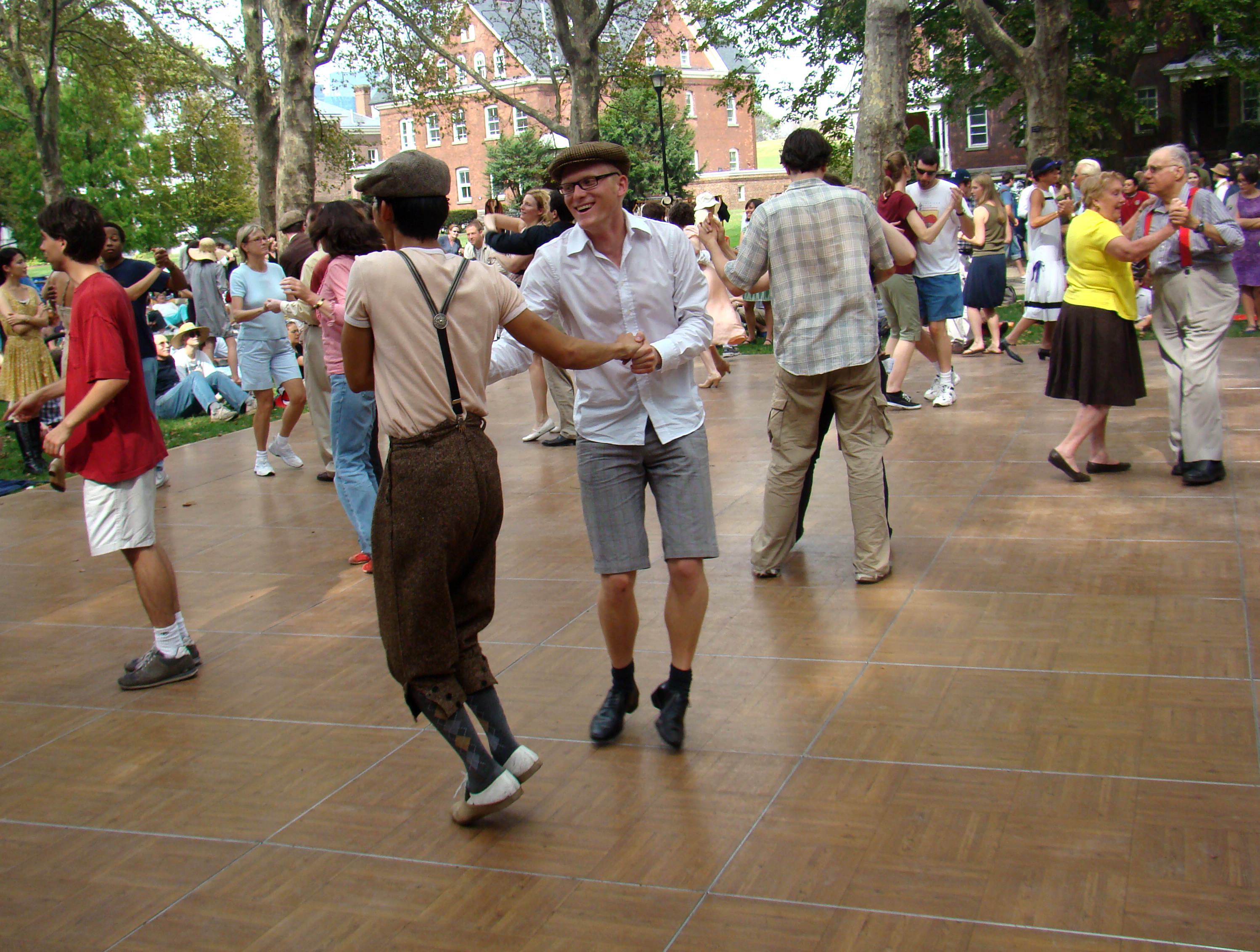
扮装イベント(Jazz Age Lawn Party)

ガバナーズ島芸術祭 (Governors Island Art Fair) が、2007年より毎年9月の週末に島で開催されている。元々はコロネルズ・ロウの建物で行われていたこのイベントは、ウィリアムズ城とジェイ砦を芸術会場に含むほど大きくなっている。コンサートも行われており、例えばRite of Summer Festivalという一連の無料コンサートが、2011年よりこの島で夏季を通して開催されている。禁酒法時代の扮装イベントである2日間のJazz Age Lawn Partyも島で開催される。
過去の集客には、Goverthingと呼ばれるオランダのお祭り(2009)や19世紀から20世紀の乗り物を集めたフランスのカーニバル(2013)などもあった。以前は大規模なコンサートも幾度かガバナーズ島で開催されていた。例えば2011年開催のガバナーズボール音楽祭 (Governors Ball Music Festival) があるが、これは翌シーズンにランドールズ島へと移った。

## 公共交通
2019年時点で、ガバナーズ島は5月初頭から10月末まで週7日開放されている。営業期間中、ガバナーズ島は毎日午前10時に開放され、通常は午後6時または7時（金曜と土曜の夜は時間延長）まで営業している。2015年まで、ガバナーズ島には夏季の週末のみ公共交通があり、コンサートを除けば夜間開放されることは滅多に無かった。

### 歴史
最初のガバナーズ島への公共就航サービスは1794年に始まり、島まで手漕ぎボートを運航する営業許可がジョン・ヒリアー(John Hillyer)に与えられ、1人あたり3セントの運賃が徴収された。乗船者が増加するにつれて陸軍が営業許可を引き継ぎ、サウス・フェリー (マンハッタン)や砲列台（バッテリー）から運航を行なった。現在のクリントン城南側にあるバッテリーにおける最初の出航記録は1854年のことで、当時は2艘の艀があり最大収容人数はそれぞれ12名だった。1844年に蒸気船での試運航が始まり、1879年までに以前の艀に取って代わった。乗船客の多くは、ガバナーズ島にあるニューヨーク工廠の従業員だった。島への往来に15セントの運賃を請求していた「醜い小さな曳船」は、1879年までに蒸気船へと置き換えられた。
1897年頃、島で増えてきた陸軍の存在に対応するためフェリー運航の全面的見直しが発表された。1925年から1929年に、乗客823名と車両21台を収容できる新しいフェリーボート3隻が追加された。1956年にこれらの2隻が乗客1,100名と車両32台を収容できる大型船舶に置き換えられた。
マンハッタンからの公共フェリー交通は2005年に始まり、当時このフェリーは週末に無料だった。2010年より、ガバナーズ島とブルックリン橋公園の6番埠頭を結ぶ週末のフェリー運航が開始された。2011年6月、NYウォーターウェイ (NY Waterway) はイースト川沿いの場所への運航を開始した。2017年5月1日、そのルートがNYCフェリー (NYC Ferry) のイースト川ルートの一部になった。2019年、大量の乗客を見込んで400人乗りの新しい船舶が納入された。同年、NYCフェリーはウォール街11番埠頭からガバナーズ島へ向かう週末限定のシャトル船を追加し、島へ向かうイースト川および南ブルックリン運航と置き換えた。

### 現在の運航

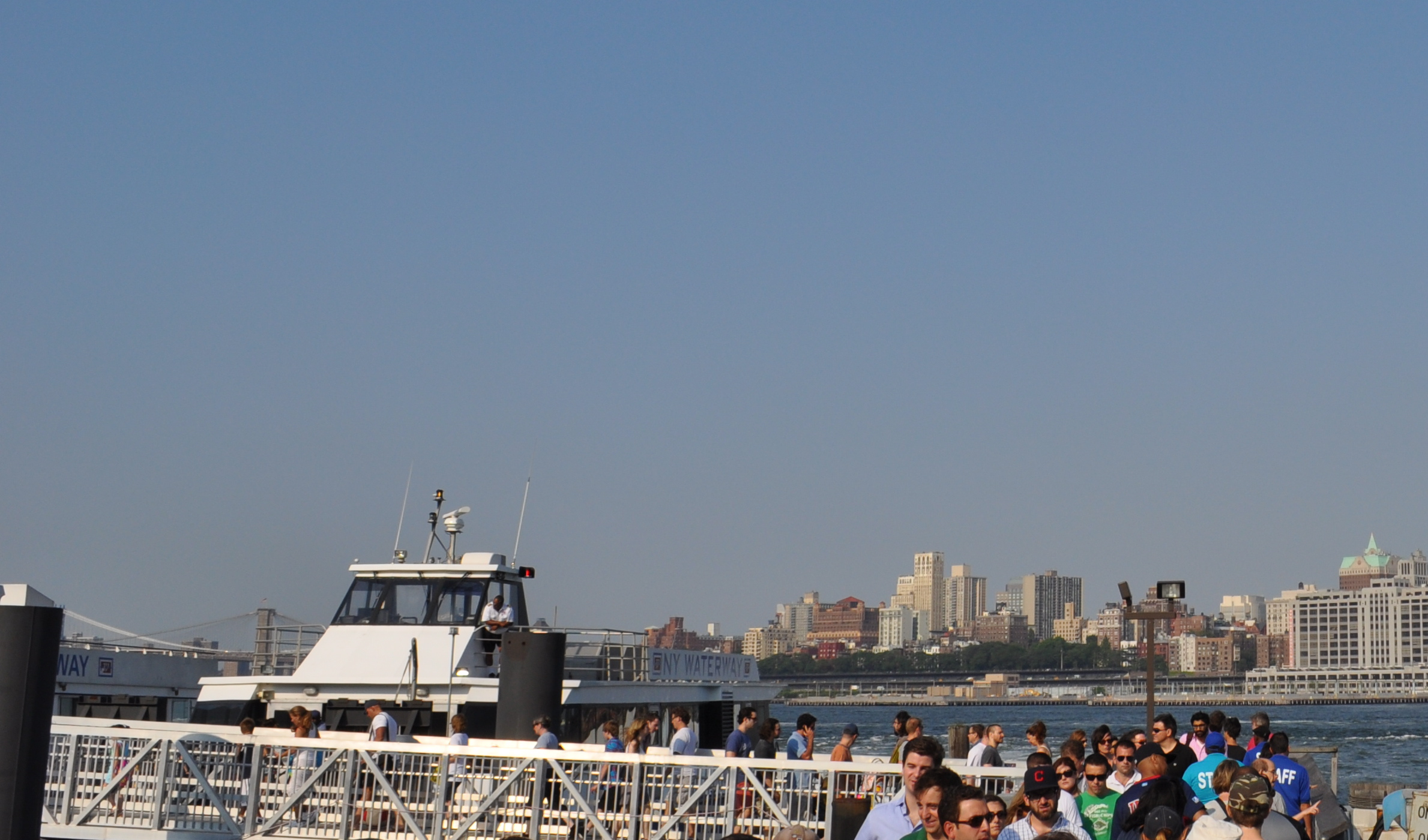
ヤンキー桟橋に着いたフェリー。

ガバナーズ島には、ソワソン上陸地(Soissons Landing) とヤンキー桟橋(Yankee Pier)という2か所のフェリー接岸地点がある。
フェリーはここからマンハッタンにあるバッテリー・マリタイム・ビルディングの7番停泊所までを往来する。乗船時間は約7分である。これらのフェリーはガバナーズ島トラストによって運営されており、島が開放されている時期は毎日運航している。
夏季の週末は、島の南東側にあるヤンキー桟橋へのフェリーも運航している。ヤンキー桟橋には2つのフェリールートがある。1つはトラストによる運営で、ブルックリン橋公園6番埠頭までの往来。もう1つのルートがNYCフェリーによる運営のフィナンシャル・ディストリクト (マンハッタン)にあるウォール街11番埠頭への往来で、そこで他6つのNYCフェリールートと合流する。ヤンキー桟橋のフェリールートはどちらも公園が開放されている週末だけの運航である。
トラスト運営のフェリーは30分に1便で、2019年時点で1人あたり往復3ドルの料金がかかる。マンハッタン行きのフェリーは週7日運航されるが、ブルックリン行きのフェリーは週末だけ運航される。NYCフェリーの運航は30分ごとに行われ、片道の運賃で2.75ドルかかるが、別ルートへの乗り換え1回が無料になる。
ソワソン上陸地にある現在の桟橋は1947年に建てられ、第一次世界大戦中のソワソンの戦い（第16歩兵連隊の半数以上が戦死した）を追悼して名がつけられた。1917年に建てられたレンガ造りの待合室(建物148)が西側にある。

## ゆかりの著名人
- ニール・アダムス (1941年-)、この島で生まれた漫画家で商業芸術家[366]。
- ウィザーズ・A・バーレス (1894-1977)、第二次世界大戦中に第100歩兵師団の司令官を務める。1952-54年にジェイ砦で第1軍 (アメリカ軍)指揮官を務めて自身の軍歴を終えた[367]。
- ウィンフィールド・スコット・ハンコック (1824-1886)、米陸軍将校でアメリカ合衆国大統領の民主党候補者。大西洋師団の指揮中にこの島で死去[368]。
- ピーター・マルツィオ (1943–2010)、 ヒューストン美術館の元館長[369]
- スマザーズ・ブラザーズ (兄トムが1937年生、弟ディックが1939年生)、この島出身の芸能人[180]。